# 著作権法の判例 (アメリカ合衆国)

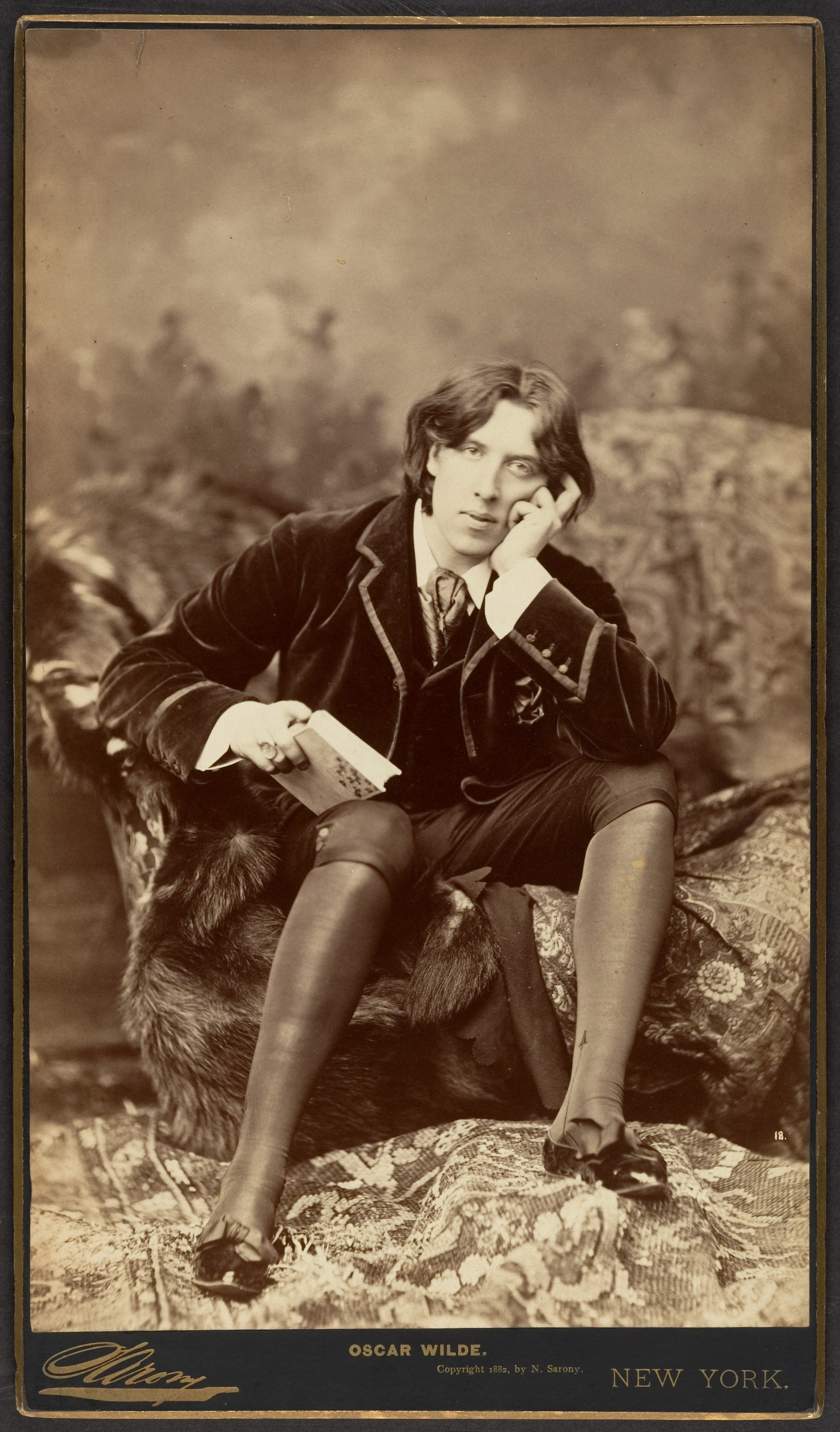
作家オスカー・ワイルドを撮影した写真の著作権侵害を巡る裁判。最高裁は1884年、この写真に著作物性を認めた。

アメリカ合衆国著作権法の判例（アメリカがっしゅうこくちょさくけんほうのはんれい）では、米国著作権法に関連した主要な判例をまとめる。2008年からの10年間を例にとると、米国内で年3000件前後と多くの著作権関連案件が連邦裁判所に新規提訴されていることから、法学の専門家によって言及・解説されるなど、特筆性の認められる判例に絞って本項で取り上げる。米国著作権法には連邦法と州法が存在し、二重に権利が保護されているが、両者の間で矛盾する場合は連邦法としての著作権法 (合衆国法典第17編に収録) が優先されることから、以下では特記のない限りは連邦法について述べる。
なお、米国は著作権の各種国際条約に加盟しており、これに従って 第104条 では、条約加盟国で発行された外国著作物に対しても米国著作権法によって保護を与えると定められている。したがって、国をまたいで流通する著作物についても、米国連邦裁判所の判決が実際に存在する。

## 判例の特徴
米国著作権法における司法判断の特徴として、フェアユース (fair use、公正利用) の法理が挙げられる。一般的には、著作権者に無断で著作物を第三者が利用した場合、著作権侵害となる。しかし合衆国法典第17編 第107条 に基づき「批評、解説、ニュース報道、教育、研究または調査」などの利用シーンで
1. 「使用の目的・性質」(非営利の教育など)
2. 「著作物の内容」
3. 「量・質の両側面から著作物が利用された割合」
4. 「利用によって著作物の市場価値にどの程度影響を及ぼすか」(市場代替性)

の4基準などを総合的に考慮して、著作権侵害に当たらないフェアユースであると判示されることがある。
第1基準については、原著作物を利用したいわゆるパロディなどの著作権侵害を巡って、被告側がフェアユースで抗弁することもある。これは第1基準で「変形的利用」(transformative use、transformativeness) が認められているからである。
4基準のうち、第1基準の変形的利用、および第4基準の市場代替性の2点セットが他基準に優先して重視されているとの指摘がある。これは、元となった著作物とは異なる目的に変形されることで、元の著作物と市場で競合して経済的利益を損ねることなく併存できるためである。つまり、第1基準で営利活動だと認められても、変形度が高く第4基準に影響しなければ、フェアユース判定されることがある(例:「#キャンベル対アカフ・ローズ・ミュージック裁判」など)。
フェアユース以外では、著作権の保護対象物の定義を問う判例もある。その代表例が、特許権や商標権などの産業財産権と、著作権とを線引きする「アイディア・表現二分論」である。産業財産権は、産業の発展のためのアイディア・思想を強い独占性で保護する。一方アイディアそのものではなく、その文化的で創作的な表現を対象に緩い排他性で保護するのが著作権である (例: 「#ベーカー対セルデン裁判」など)。しかし実際には、アイディアと表現が一体化していて切り離せないケースもあり、表現に著作権の独占を認めるとその大元となるアイディアまで独占され、産業の発展が阻害されうる。このようなケースでは「マージ理論」で抗弁することもある (例:「#モリシー対P&G裁判」、「#サイエントロジー対ラーマ裁判」など)。
判例の年代別に見ると、米国連邦著作権法にはいくつか転換期がある。
- 1891年制定・同年施行の国際著作権改正法（英語版） (International Copyright Act of 1891、通称: チェース法) -- 米国内で流通する外国著作物も米国著作権法の保護対象となり[13]、米国連邦裁判所の取り扱うことができる案件の幅が広がった (例: 日英米にまたぐ「#データイースト対エピックス裁判」、タイから米への逆輸入で争った「#カートサン対ワイリー裁判」など)。
- 1976年制定・1978年1月施行の改正法（英語版） (Copyright Act of 1976) -- 未発行の著作物は州法でしか保護されなかったが、1976年法により連邦法でも著作権保護の対象となったほか、判例のみで用いられてきたフェアユースの概念が初めて条文上で成文化された[14] (判例上でフェアユースが確立されたのは1841年最高裁判決「#フォルサム対マーシュ裁判」である)。
- 1988年のベルヌ条約実施法（英語版） (Berne Convention Implementation Act of 1988またはBCIA)[注 5] - ベルヌ条約加盟に求められる保護水準まで法強化し、著作権表示や著作権登録（英語版） (著作権の形式的手続) なしで著作物保護することとなった (無方式主義の採用)。ただし米国内の著作物についてはベルヌ条約の拘束を受けないため、出訴する際には登録を済ませておく必要がある[18] (例: #ニューヨーク・タイムズ他対タシーニ裁判、#フォース・エステート対Wall-Street.com裁判など)。
- 1998年10月制定・同年施行のデジタルミレニアム著作権法 (通称: DMCA) -- インターネットの普及によりデジタル著作物が国際的に容易に流通するようになったことから[19]:1–4、デジタル著作物に対する著作権侵害の罰則と免責が明文化された[20]。DMCA成立後、国際的に大規模な著作権侵害の訴訟に発展したケースも存在する (例: 「#全米作家協会他対Google裁判」、約1兆円の損害賠償を請求した「#Oracle対Google裁判」など)。

## 判例の読み方
判例の一部は判例集に掲載されることから、一般的には "Nichols v. Universal Pictures Corp., 45 F.2d 119 (2nd Cir. 1931)" のように表記される。これは1931年に第2巡回区控訴裁が「#ニコルズ対ユニバーサル・ピクチャーズ裁判」において下した判決であり、合衆国控訴審裁判所判例集 (Federal Reporter) の第2次シリーズの第45巻 119頁以降に掲載されていることを表す。これが連邦地方裁であれば、"F.2d" の代わりに合衆国地方裁判所判例集を意味する "F. Supp" (Federal Supplement) となる。最高裁まで上訴・審理されれば、合衆国判例集を意味する "U.S." (United States Reports) または "S.Ct." (Supreme Court Reporter) になる。

連邦地方裁と連邦控訴裁の管轄マップ

米国著作権法は連邦法である合衆国法典の 第17編 (17 U.S.C.) に収録されていることから、これに基づき司法判断を下すのは連邦裁判所の役目となる。連邦裁判所とは具体的には以下で構成されている。
- 一審の合衆国地方裁判所 (連邦地裁) -- 全米に94か所[23]
- 二審の合衆国控訴裁判所 (連邦控訴裁) -- 全米に13か所 (11の巡回区を含む) あり、一審の訴訟を取り扱った連邦地裁の場所に応じて決まるが[23]、うち連邦区控訴裁判所に限っては特許権などを特別に扱うため、著作権のみの訴訟は担当しない[22]
- 三審の合衆国最高裁判所 (連邦最高裁) -- 全米に1か所のみ[24]

特にメディア・エンターテイメント業界やIT業界が集積するカリフォルニア州 (C.D. Cal. とN.D. Cal.、および第9巡回区) とニューヨーク州 (S.D. N.Y. とE.D. N.Y.、および第2巡回区) の訴訟件数が多い。第9と第2巡回区の控訴裁判決は他の巡回区以上に注目されるものの、巡回区外での法的拘束力はなく、時として互いの巡回区で異なる判決が下されることもあることから、このような矛盾は連邦最高裁で解消されることとなる。
米国では上告された事案を受理して審議するか却下するか、連邦最高裁が事前に裁量で判断 (足切り) することができる。受理した案件は、移送令状 (ラテン語: certiorari、サーシオレイライ) が発せられ、二審の連邦控訴裁から連邦最高裁に移送・審理される。却下された場合は "Warner Brothers Pictures, Inc. v. Columbia Broadcasting Systems, Inc., 216 F.2d 945 (9th Cir. 1954), cert. denited, 348 U.S. 971" のように引用表記されることもある (文献によって異なる)。これは「#ワーナー・ブラザース・ピクチャーズ対CBS裁判」の移送が最高裁で事前に却下され (cert. denied)、二審の第9巡回区控訴裁の判決で確定したことを意味する。なお、どの案件を最高裁が受理するかは「重要な連邦問題」か否かで判断され、時にはこの「重要な」の定義に政治的な判断が含まれることもあると言われる:59。
米国著作権法には州法も一部存在していることから、これらは州裁判所の管轄となるが、特筆性の観点から州裁判所の判例が引用されることは少ない。
裁判所名に "D" が表記される場合、一審の連邦地裁 (District Court) の判例であることを意味している。Dの後ろには州の略称がつく (例: マサチューセッツ州連邦地裁であれば "D. Mass")。
"Cir" は二審の連邦控訴裁 (United States Courts of Appeals) の意味で、第1-第11の巡回区 (Circuit) を指す (例: ニューヨーク州などを管轄する第2巡回区控訴裁であれば "2nd Cir")。なお、建国当初は三審の連邦最高裁判所判事が二審の連邦巡回裁判所 (Circuit Court) にも参加する形をとっていたが、1891年に二審が連邦控訴巡回裁判所 (Circuit Court of Appeals) に改組されたタイミングで、専任の裁判官のみで二審が構成されるようになった。さらに1948年、二審を第XX巡回区連邦裁判所 (Court of Appeals for the XX Circuit) に改称している。
判例名は一審では一般的に「原告名 (著作権者) v. 被告名」で記されるが、被告が二審や三審に上訴した場合は、原告名と被告名の順が逆転して表記されるため注意が必要である。
過去の改正により著作権法の条文体系が大きく変更しているため、判例の年代によりその判例が引用する条文が指し示す内容が異なる点にも注意が必要である。たとえば1947年改正法以前の第25条は、1947年改正法の第101条であり、これは1976年改正法で第412および第501 – 第504条に継承されている。各改正による条文対比表は 政府公式サイト を参照のこと。

## 連邦最高裁判所の判例
最高裁で係争中の案件は「#連邦下級裁判所の判例」を参照。
※表中の「判例の通称」の英語表記をクリックすると、英語版ウィキペディアの個別判例ページに遷移する。また判例集番号末尾をクリックすると、JustiaやFindLawなど判例を転載した外部サイトに遷移する。デスクトップビューで閲覧の場合、表の項目名横をクリックすると、昇順または降順で並び替えることができる (モバイルビューやモバイルアプリでは並び替え機能なし)。判例の通称は英語名アルファベット順で並び替えされる。
| 判例の通称 | 判決年 (判例集番号)                      | 争点                                                 | 判決           | 訴訟概要と判決要点 | 特筆性                             |
| --- | ---------------------------------------- | ---------------------------------------------------- | -------------- | --- | ---------------------------------- |
| ウィートン対ピーターズ裁判 (Wheaton v. Peters)                                                                   | 1834 (33 U.S. 591)                       | コモンロー・コピーライト、職務著作 (代理法)          | 合法           | 連邦法としての著作権法が適用された米国最高裁最古の判決:23。法律家ヘンリー・ウィートンは公務として最高裁判例集の編纂者を務めており、ウィートンの判例集が無断で同僚のリチャード・ピーターズによって複製出版されたことから著作権侵害で提訴した事件である。州法たるコモンロー・コピーライトも著作物を保護するが、これが発行によって保護が消滅することを示し、英国「ドナルドソン対バケット裁判」(Donaldson v Becket) の1774年判決を踏襲した。そして、合衆国最高裁の判決は連邦法では著作物性がないとも捉えられて複製は合法とされた。 また、ウィートンが代理法の観点から独立の契約者なのか、それとも最高裁から雇われた従業員なのか (つまり職務著作となりうるのか) についても考察されたことで当判決は知られている。 | [ 40 ] [ 44 ] [ 43 ]               |
| ベーカー対セルデン裁判 (Baker v. Selden)                                                                         | 1879 (101 U.S. 99)                       | アイディア・表現二分論 (マージ理論)                  | 合法           | アイディア・表現二分論 (事実や発見を含むアイディアそのものは保護せず、アイディアの表現のみを著作権法で保護する法理) の基礎を構築したとされる判決。ベーカーとセルデン両名の書籍で紹介した簿記の手法が酷似していたことから、先に出版されたセルデンの書の相続人である妻がベーカーを訴えた。簿記の手法に対して独占性を主張するには、特許を取得しなければならず、手法そのものは著作物性がないと判示された。同様に新薬や耕作用具の論文も文字による表現は著作物だが、発明の新規性は特許法の範疇だと例示され、後の国内外の判例に多大な影響を与えたリーディング・ケース。 | [ 45 ] [ 46 ] [ 47 ]               |
| バローガイルズ・リトグラフィック対サロニー裁判 (Burrow-Giles Lithographic Co. v. Sarony)                         | 1884 (111 U.S. 53)                       | 写真の保護要件                                       | 違法           | 作家オスカー・ワイルドを被写体にした写真が無断でリトグラフ化されたことから、写真家ナポレオン・サロニーがリトグラフ販売事業者を提訴した。最高裁は被写体のポーズ、衣装、装飾品、明暗などの選択は、写真家の創造的な選択・配置であると指摘し、写真の著作権保護を認めた。なお、米国著作権法は1865年の法改正で写真を保護対象に追加している。 | [ 1 ] [ 51 ]                       |
| ブライシュタイン対ドナルドソン・リトグラフィング裁判 (Bleistein v. Donaldson Lithographing Co.)                  | 1903 (188 U.S. 239, 251)                 | 応用美術の保護要件                                   | 違法           | サーカスの広告用に多色石版刷りされたポスターが無断複製され、このポスターが著作権保護の対象かが問われた。ポスターに描かれたのは実在する人物であり、実際のサーカスでよく見られる情景であった。当判決以前は著作権の保護要件に審美性 (aesthetic merit) を求める判決も存在したものの、当判決によって審美性は保護要件とならないと判示された。ただしこの原則は実用品には適用されず、審美性の質を主観的に判断して保護要件に含めうる余地を残している。 | [ 53 ] [ 54 ]                      |
| シェルドン対メトロ・ゴールドウィン・ピクチャーズ裁判 (Sheldon v. Metro-Goldwyn Pictures Corp.)                   | 1940 (309 U.S. 390)                      | アイディア・表現二分論 (物語)、抽象化テスト          | 違法           | エドワード・シェルドン脚本『Dishonored Lady』は実在の殺人事件被疑者マデリン・スミスを題材にした作品。メトロ・ゴールドウィン (現MGM) がシェルドンとの間で映画化権の交渉を行うも決裂したことから、同じ題材の別小説を原作として映画『令嬢殺人事件』を製作した。これを受け、シェルドンが映画の差止と損害賠償 (興行収入のシェア) を求めて提訴した。物語のプロットはアイディアに過ぎないが、人物関係や情景設定と情景描写、詳細な出来事などはアイディアの「表現」だとし、損害賠償金額の算出対象を絞り込んだ。また 二審 では抽象化テストを用いたことでも知られる。抽象化テストの手法を確立した「#ニコルズ対ユニバーサル・ピクチャーズ裁判」(1930年) も参照のこと。 | [ 56 ] [ 57 ]                      |
| メイザー対ステイン裁判 (Mazer v. Stein)                                                                          | 1954 (347 U.S. 201)                      | アイディア・表現二分論、応用美術の保護要件、意匠特許 | 違法           | 実用品デザインの著作権保護を巡るリーディング・ケース。原告の卓上ランプの支柱にはステイン夫妻作・半浸透性のダンサー男女の像が装飾されており、この像は著作権登録されていた。実用品の「機能」面でのランプには著作権性はないが、ダンサー像には「表現」の著作権性があるとして、卓上ランプの模倣が著作権侵害と判定された。著作権法と意匠特許のどちらで美的な創作物を保護するかについて、実用的か否かは問われず、美的「表現」かデザインの「発明」かが判断基準だと示された。本件以降も、旧式電話機型の鉛筆削り、犬形の貯金箱、繊維製品のグラフィックデザインに著作権性が認められる判決が続いている。 なお、本件ではダンサー像の「物理的分離」が可能で像単体が著作物として成立しうる判断されたが、2017年最高裁「#スター・アスレティカ対ヴァーシティ・ブランズ裁判」判決では「概念的分離」の基準が示されることとなった。 | [ 58 ] [ 59 ] [ 60 ] [ 66 ]        |
| シアーズ・ローバック対スティフル裁判 (Sears, Roebuck & Co. v. Stiffel Co.)                                       | 1964 (376 U.S. 225)                      | 連邦優位条項、不正競争防止法と著作権法の関係         | 訴訟概要を参照 | スティフル社製支柱ランプの類似品をシアーズ社が販売したことから訴訟に至った。下級裁では、たとえ連邦法としての著作権法や特許法で保護されていない商品であっても、州法の不正競争防止法の観点で違反であると認めて、シアーズ社はスティフル社に対して部分的に賠償責任を負うこととなった。しかし最高裁は合衆国憲法の連邦優位条項を適用して、州法による保護を否定した。これは連邦法の著作権や特許で認められている独占の範囲以外は、パブリックドメインに帰して万人による利用を可能とすべきとの立場に基づく。なお、同日には蛍光灯設備の類似品を巡る「コンプコ対デイブライト・ライトニング裁判」(Compco Corp. v. Day-Brite Lighting, Inc., 376 U.S. 234 (1964)) の最高裁判決も出ており、連邦法優位がこちらでも示された。その後も「#ボニート・ボーツ対サンダー・クラフト・ボーツ裁判」(1989年) が同じ立場を踏襲した。 | [ 68 ]                             |
| ゴールドスティン対カリフォルニア州政府裁判 (Goldstein v. California)                                             | 1973 (412 U.S. 546)                      | 固定の要件、連邦優位条項                             | 違法           | ゴールドスティンらは楽曲をテープやレコードに複製する海賊版の生産拠点を運営し、パッケージ化して無断で販売していた。カリフォルニア州刑事法典 (The California Penal Code) の第635h条では音楽の実演を無断で複製・販売することを禁じ、このような楽曲に永久著作権を認めていた。ところが当時の連邦著作権法 (1909年改正ベース) は楽曲の実演について規定していなかったことから、被告は合衆国憲法の連邦優位条項および特許・著作権条項を持ち出して抗弁した。しかし最高裁は、連邦議会が1909年法を可決した際、楽曲が著作権保護に値しないとの意図には解せないとして被告の訴えを退けた。また特許・著作権条項には Writing (著作) の文言があるが、これを「あらゆる物質的表現」と解したことから、著作物保護には何らかの媒体に固定されていることが必要と判示された。 | [ 70 ]                             |
| 20世紀ミュージック対エイケン裁判 (Twentieth Century Music Corp. v. Aiken)                                        | 1975 (422 U.S. 151)                      | 公衆実演権、著作権保護の目的                         | 合法           | バーモント州知事や合衆国上院議員などを歴任したジョージ・エイケンが経営する食料品店 (イートインスペースも併設していることから客の滞在時間は長い) が、ラジオ局から楽曲を受信して店内で流していた。この楽曲は米国作曲家作詞家出版者協会 (ASCAP) が著作権を管理しており、20世紀スタジオ社系列の20世紀ミュージック社に実演権が独占ライセンスされていたことから、営利目的で楽曲を使用したエイケンを20世紀ミュージックが著作権侵害で提訴した。一審は原告の訴えを認めたものの、二審と最高裁は退けた。ラジオの送受信は実演権に含まれないと判断されたためである。さらに、創作者が公平な対価を享受し、創作のインセンティブを与える目的で著作権保護は存在するのであって、その著作物を公衆が享受する公益性との間でバランスがとられるとも判示された。 | [ 72 ]                             |
| ソニー・アメリカ他対ユニバーサル・シティ・スタジオ他裁判 (Sony Corp. of America v. Universal City Studios, Inc.) | 1984 (464 U.S. 417)                      | フェアユース第1・第4基準、寄与侵害                   | 合法           | 通称「ソニー・ベータマックス判決」。テレビ番組の家庭用録画機器ベータマックスなどを使用して、一般ユーザが著作物 (番組) 全量を複製しており、番組著作権者らが寄与侵害 (一般ユーザの直接侵害に手段提供している廉) で機器メーカーのソニーらを提訴した。利用者の多くが家庭での使用であり、後日視聴 (time-shifting) を目的としていることから、フェアユース第1基準で非営利性が認められ、録画が番組著作権者の収益に影響を及ぼさないとしてフェアユース第4基準の市場代替性の観点も考慮された。21世紀に入ってからはインターネット視聴や音楽などのファイル共有ソフトウェアなどを巡って類似訴訟が発生しており、度々ベータマックス訴訟は「ソニー・ルール」として引き合いに出される (#MGMスタジオ対グロクスター裁判:2、#ABC他対Aereo裁判:17など)。 | [ 78 ] [ 75 ] [ 79 ]               |
| ハーパー & ロー対Nation誌裁判 (Harper & Row v. Nation Enterprises)                                               | 1985 (471 U.S. 539)                      | フェアユース第1・第4基準、アイディア・表現二分論     | 違法           | フェアユース関連で言及されることの多い代表的判例の一つ。フォード元大統領の未発表回想録の引用を巡る争い。総合出版ハーパー社 (原告) が回想録を出版するためフォードから著作権を獲得し、書籍化を計画していた。この書籍の発行前に、雑誌『TIME』が2万5千ドルをハーパーに支払う契約を締結し、回想録の抄録発行権を得た。しかし雑誌『The Nation』を発行するNation社 (被告) が無断で引用して先に記事掲載したことから、ハーパーとTIME誌間の契約は破棄となり、著作権侵害でNationが提訴された。フォード元大統領が公人であることから「公共性」を理由に被告はフェアユースで抗弁するも、公人か否かはフェアユースの判断基準外と判示された。また最初の出版権を誰が有するかを重要視された。逐語的に引用されたのは、書籍の元原稿20万語のうちわずか300語だったが、決定的な箇所だと判示された。加えて、回想録は事実を記していることからアイディア・表現二分論上の「アイディア」に該当して著作権保護されないのではないかとの指摘もあったが、その創作的な表現には保護がおよぶとも判示された。                                                                      | [ 78 ] [ 32 ] [ 82 ] [ 83 ] [ 84 ] |
| ボニート・ボーツ対サンダー・クラフト・ボーツ裁判 (Bonito Boats, Inc. v. Thunder Craft Boats, Inc.)               | 1989 (489 U.S. 141)                      | 連邦優位条項、船体デザイン、DMCA                     | 合法           | デジタルミレニアム著作権法 (DMCA) 第5章 (連邦著作権法 第13章を新設する改正立法) 可決に影響を与えた判例。ボニート社のガラス繊維製の遊興用ボートは船体デザインが特許申請されていなかったものの、後にフロリダ州政府が船体デザインの盗用・販売を禁じる州法を成立させたことから、ボニート社がサンダー社を提訴した。この州法は連邦特許法と矛盾するとして「#シアーズ・ローバック対スティフル裁判」で示された連邦優位条項の解釈を継承し、船体デザインの模倣は合法とされた。 その後、発明の新規性を要件とする特許法では保護されないような船体デザインも著作権法で保護すべく、連邦議会はDMCAを1998年に成立させて法改正することとなった。 | [ 85 ] [ 89 ] [ 86 ] [ 87 ]        |
| CCNV対リード裁判 (Community for Creative Non-Violence v. Reid)                                                   | 1989 (490 U.S. 730)                      | 職務著作                                             | 訴訟概要を参照 | 「職務」の要件を定義したリーディング・ケース。ホームレス問題に取り組む慈善団体のCCNVが彫刻家リードに作品を依頼。完成した彫像は職務著作として委託者CCNVに著作権が認められるのかが問われた。当判決では代理法における「独立の契約者」(independent contractor) の概念が判断基準として用いられた。 | [ 90 ] [ 91 ] [ 93 ] [ 94 ]        |
| ファイスト出版対ルーラル電話サービス裁判 (Feist Publications, Inc. v. Rural Telephone Service Co.)               | 1991 (499 U.S. 340)                      | アイディア・表現二分論 (額の汗の法理)                | 合法           | 額の汗の法理が最高裁で初めて否定された判決として国内外で知られる。ルーラル社はカンザス州北西の一部地域で独占営業を認められた電話サービス事業者で、加入者の電話番号を電話帳として編纂して無料配布する法令義務を負っていた。一方のファイスト社は、カンザス州広域で電話帳の発行を専業とする出版社である。ファイストがルーラルの無料電話帳から自社の発行する電話帳に電話番号を転載したことから、著作権侵害が問われた。一審と二審は侵害を認めたが、最高裁では一転し、著作権保護には単なるデータ配列 (額に汗をかいてデータ収集すること) だけでなく独自の創造性 (オリジナリティを持つ表現性) が必要だと合衆国憲法の特許・著作権条項が解釈された結果、電話帳に著作権は認められずファイストの行為は合法と判示された。 なお、ファイスト判決以前に額の汗の法理が支持されていた判決例としては、判決文のページ付けシステムなどがある。 | [ 99 ] [ 96 ] [ 100 ] [ 101 ]      |
| キャンベル対エイカフ・ローズ・ミュージック裁判 (Campbell v. Acuff-Rose Music, Inc.)                              | 1994 (510 U.S. 569)                      | フェアユース第1 (パロディ) 基準                      | 合法           | パロディに関するリーディングケース。1990年公開映画『プリティ・ウーマン』の主題歌 "Oh, Pretty Woman" (歌手ロイ・オービソン) を使用して、ヒップホップグループのThe 2 Live Crew (被告ルーサー・キャンベルはこのメンバーの一員) がパロディを製作し、25万枚のセールスを記録した。一審はフェアユース認定、二審は否定し、最高裁が再び認定した。パロディとして使用された箇所 (原曲の冒頭部) は有名であり原曲の中核をなすと認定されたものの、パロディはこのような中核を用いることが常であると判断された。そしてフェアユース第1基準の定める変形的利用が、同じく第1基準で例示される非営利性に勝り、第4基準の市場代替性を損なうことがないと解される裁判。原曲 "Oh, Pretty Woman" (あぁ、可愛い女性) がパロディでは "Big Hairy Woman" (デカい髪型の女性) に変形されている。2つの楽曲動画は「#関連画像・音声・動画」節のリンクを参照。 | [ 78 ] [ 107 ] [ 108 ] [ 109 ]     |
| ロータス・デベロップメント対ボーランド裁判 (Lotus Dev. Corp. v. Borland Int'l, Inc.)                             | 1996 (516 U.S. 233, per curiam decision) | 著作物の定義、アイディア・表現二分論                 | 合法           | ロータス・デベロップメント (現IBM) 製の表計算ソフトLotus 1-2-3で使用されているコマンド469個 (コピー、印刷等) と同じものをボーランドが自社開発した表計算ソフトのメニューに組み込んだ。ロータスの既存ユーザがボーランド製に乗り換えやすくなったことから、ロータスが提訴。一審ではメニュー体系の著作物性を認めたものの、二審では「操作の手法」に過ぎないとして著作権保護が否定された。最高裁も二審を支持している。 | [ 113 ] [ 114 ]                    |
| ニューヨーク・タイムズ他対タシーニ裁判 (New York Times Co. v. Tasini)                                            | 2001 (533 U.S. 483)                      | 集合著作物、二次的著作物、職務著作、著作物の登録     | 違法           | 通称「タシーニ判決」「フリーランサー集団訴訟」。フリーランサーの著作物がニューヨーク・タイムズ (NYT) などに寄稿され、それがレクシスネクシスなどのオンラインデータベースに無断転載されたため、全米作家労働組合のタシーニ会長らが集団訴訟を起こした。201(c)条 は集合著作物について規定しており、集合著作物の著作権者 (本件ではNYT等の新聞・雑誌社) は改訂版を発行する権利は有するが、個々の記事の複製権・頒布権は有しない。データベース化はフェアユースの定める翻案化 (つまり改訂版の創作) には該当しないことから2001年最高裁判決で原告勝訴となった。 しかし訴訟には事前に著作物の登録が必須とされている (米国著作権法 第412条) ことから、和解金を受け取れなかった未登録著作物の著作者らが別途訴訟を継続した。本件では別途、全米作家協会や全米ジャーナリスト・作家協会 (ASJA) なども同類の訴訟を起こしており、2001年のタシーニ判決後に合流している。最終的に原告側は総勢3000人以上、対象著作物は60万記事を超え、総額1800万米ドルの和解金で2014年に決着。                                                                                     | [ 119 ] [ 120 ] [ 121 ]            |
| エルドレッド対アシュクロフト司法長官裁判 (Eldred v. Ashcroft)                                                    | 2003 (537 U.S. 186)                      | ソニー・ボノ著作権延長法の合憲性、永久著作権         | 合法           | 通称「ミッキーマウス訴訟」。著作権保護期間を死後50年から70年に延長する1998年の改正立法によって著作物の社会利用が妨げられ、合衆国憲法修正第1条が保障する表現の自由に抵触するとの主張。また合衆国憲法の特許・著作権条項は「限られた期間」(limited times) を保護すると記されており、期間延長がこれに抵触すると主張した。原告はパブリックドメインに帰した著作物を活用する団体・個人で構成。しかし、フェアユースによって既存著作物の翻案が認められていることから、表現の自由に抵触しないと判断された。また、既に欧州連合 (EU) では保護期間を70年に設定していることから、米国もこれに合わせることで創作者へのインセンティブを与えるとする特許・著作権条項の目的に合致するとして、原告の主張を棄却した。 | [ 126 ] [ 127 ] [ 128 ] [ 129 ]    |
| ダスター対20世紀フォックス裁判 (Dastar Corp. v. Twentieth Century Fox Film Corp.)                                | 2003 (539 U.S. 23)                       | 商標権と著作権の関係性                               | 合法           | 元軍人・後の大統領アイゼンハワーによる戦争回想録 (1948年出版) のテレビ化権を20世紀フォックスが獲得。著作権期限切れ前に更新せず、テレビ番組は1977年にパブリックドメインに帰す。ダスター社がテレビ番組の映像を購入して複製し、リバース・パッシングオフ (他者の商品を自分名義で偽って販売する「逆詐称通用」) を行った。これがランハム法 (米国の連邦商標法であり、不正競争防止法の要素も含む) に抵触するとしてフォックスが提訴。リバース・パッシングオフの非を認めつつも、パブリックドメインに帰していることからダスターの著作権侵害は棄却。 | [ 131 ] [ 132 ]                    |
| MGMスタジオ対グロクスター裁判 (Metro-Goldwyn-Mayer Studios Inc. v. Grokster, Ltd.)                               | 2005 (545 U.S. 913)                      | 著作権侵害の技術提供者の二次責任 (誘引侵害責任理論)  | 違法           | 著作権侵害の技術提供の文脈で、ベータマックス裁判と比較されることが多い訴訟:2。Peer-to-peerファイル共有ソフトのMorpheus等が著作権侵害に利用されているとして、開発会社グロクスター等を相手取り、メトロ・ゴールドウィン・メイヤー (MGM) など計28の原告団が提訴。Morpheusの頒布者には二次責任を認めたが、その開発者の責までは問わなかった。本件では特許法で用いられる誘引侵害責任理論 (inducement theory または inducement test)が著作権侵害でも適用されると判示された。最高裁判決後、グロクスター社は原告各社と和解に達したが、StreamCast Networks社 (旧MusicCity Networks社) とConsumer Empowerment社 (KaZaA社) は訴訟を継続。 | :53                                |
| リード・エルゼビア対マッチニック裁判 (Reed Elsevier, Inc. v. Muchnick)                                           | 2010 (559 U.S. 154)                      | 著作物の登録、事物管轄                               | 訴訟概要を参照 | 「ニューヨーク・タイムズ他対タシーニ裁判」の類似ケース。学術出版5大企業の一角リード・エルゼビア (現レレックス・グループ) がフリーランサーの著作物をデジタル化し、ニューヨークタイムズなどに提供。訴訟対象となった著作物の多くが未登録だったことから和解金の受取対象が問われた。一審では1800万ドルの和解金が示されるも、マッチニックら一部のフリーランス著作者が和解に反対した。二審では未登録の著作物に対して裁判所は事物管轄権を有しないとの理由から、一審を覆した。最高裁は著作権法 第411条 は出訴にあたって著作物の登録を必須要件だとしつつも、未登録であっても司法管轄権はあると判示した。本件は9年後の最高裁判決「#フォース・エステート対Wall-Street.com裁判」にも大きな影響を与えた。 | :16                                |
| オメガ対コストコ裁判 (Omega S.A. v. Costco Wholesale Corp.)                                                      | 2010 (562 U.S. 40) per curiam decision   | 消尽論                                               | 合法           | 「#カートサン対ワイリー裁判」とセットで論じられることが多い:4。スイス高級腕時計メーカーのオメガは正規販売ルートのみに「シーマスター」のモデルを卸していたが、安価大量販売で知られるコストコが非正規ルート (闇転売) でオメガのシーマスターを輸入して販売。時計の彫刻デザイン "Omega Globe" がシーマスターに施されており、このデザインが著作権保護の対象であることから、オメガがコストコを提訴した。オメガは正規ルートに販売する際に、米国内への輸入やコストコへの転売を許可していないと主張した。しかし米国著作権法 第109条 では、複製した商品の購入者は自由に中古売買でき、著作権者の排他的な権利は所有者まで及ばない消尽論をとっており、コストコの行為は合法と判示された:3–5。 | [ 148 ] [ 146 ]                    |
| ゴラン対ホルダー司法長官裁判 (Golan v. Holder)                                                                   | 2012 (565 U.S. 302)                      | 権利回復著作物、ウルグアイ・ラウンド協定法の合憲性   | 合法           | 過去にパブリックドメインに帰していた外国著作物が、1994年制定のウルグアイ・ラウンド協定法により著作権保護対象となった (これを権利回復著作物と呼ぶ)。権利回復によって著作物の社会利用が妨げられることから、表現の自由を保障する合衆国憲法修正第1条に反するとの主張がなされたが、合憲の判示となった。 | [ 151 ] [ 152 ]                    |
| カートサン対ワイリー裁判 (Kirtsaeng v. John Wiley & Sons, Inc.)                                                  | 2013 (568 U.S. 519)                      | 消尽論                                               | 合法           | タイ人留学生スパップ・カートサンは、学術出版大手ジョン・ワイリー・アンド・サンズ (略称ワイリー) の出版する教科書がタイと比べて米国で高額に販売されていると知り、タイから米国に逆輸入してオークションサイトのeBayで販売し、約120万米ドルの収益を得たとされる。第2巡回控訴裁の判決を覆す形で、最高裁はカートサン無罪の判決を下した。この判決により、米国の著作物が米国外で複製印刷・販売され、再び米国内に逆輸入した際にも、米国著作権法第109条が定める消尽論が適用されることが判示された。 | [ 155 ] [ 156 ]                    |
| ペトレラ対MGM裁判 (Petrella v. Metro-Goldwyn-Mayer, Inc.)                                                        | 2014 (572 U.S. 663)                      | ラッチェスの法理                                     | 訴訟概要を参照 | プロボクサーのジェイク・ラモッタの実話に基づき、ラモッタと友人ペトレラが脚本2版と小説本をそれぞれ執筆した。後にMGM傘下ユナイテッド・アーティスツが映画化権を獲得して『レイジング・ブル』を1980年に製作・公開。ペトレラ本人は1981年に死去し、ペトレラの相続人 (娘) は1991年、1963年に発行された旧版の脚本について著作権期限更新を行った。1997年にペトレラの相続人はMGMが著作権侵害だと警告したが、実際に訴訟へと発展したのは2009年である。 米国著作権法では民事訴訟は発生から3年以内の提訴が認められている (いわゆる出訴制限)。また判例では「ラッチェス抗弁」(懈怠の法理) が一部認められる。これは原告が出訴を遅らせることで不当に損害請求額を積み増してはならないとする考え方である。従来はラッチェスの法理は損害賠償請求のみに適用され、差止命令は適用外と解されてきたが、二審の控訴裁では差止および3年以内に発生した侵害分の損害賠償全ての原告請求を棄却した。しかし最高裁では一転し、著作権法で規定しているのは出訴制限のみで、衡平に欠く場合でなければ、原則は損害賠償や差止などの侵害救済にまでラッチェスの法理は及ばないと判示した。 | [ 159 ] [ 160 ] [ 158 ]            |
| ABC他対Aereo裁判 (American Broadcasting Cos., Inc. v. Aereo, Inc.)                                               | 2014 (573 U.S. 431)                      | 複製権、公衆実演権                                   | 違法           | ストリーミング配信における公衆実演権に関する米国初の連邦最高裁判決:466。Aereoは各地に小型アンテナを数千基設置し、各ユーザがアンテナにインターネット経由でアクセスすることで、TV番組の見逃し配信を提供するストリーミング動画サービス。番組の著作権を有する地上波テレビ局ABCらがAereoを訴えた。2001年の「#ナップスター判決」で違法とされたP2Pのファイルシェアのように著作権法の穴を掻い潜ろうとする新技術の登場は、判事らからも "Aereoization" と揶揄された:469。Aereoはケーブルテレビのビジネスモデルに近いことから、先例を引用して公衆実演権に抵触しないと抗弁した。「#ソニー・ベータマックス判決」では各ユーザが個々人で複製し、家庭内で視聴していることから著作権法が定める公衆実演権を侵害していないとされるが、Aereoの場合、各ユーザ向けに複製を行っているのはアンテナを有するAereoであることから、著作権侵害と判示された:17。この結果、Aereoは2014年に連邦倒産法第11章に基づき破産申請している。 | [ 163 ] [ 164 ] [ 161 ]            |
| スター・アスレティカ対ヴァーシティ・ブランズ裁判 (Star Athletica, LLC v. Varsity Brands, Inc.)                   | 2017 (580 U.S. 15-866)                   | 著作物の保護範囲の定義、デザイン、ファッションロー   | 違法           | 通称「チアリーディング・ユニフォーム事件」。チアリーディングのユニフォームデザイン (縞・ジグザグ・逆さV字模様など) が似ているとしてスポーツ・アパレル大手ヴァ―シティ (デザインを著作権登録済) が同業のスターを提訴した。実用品向けのデザインのため著作権は発生しないとスターは抗弁。実用品の著作権保護を巡っては1954年最高裁「#メイザー判決」が知られているが:712、チアリーディングのユニフォームの場合はデザインと衣服という実用性が物理的にも概念的にも分離不可能であり、一審では著作物性が否定された。二審の第6巡回区控訴裁、および最高裁はこれを覆し、分離不可でも著作権保護されると判示した。このように判断が分かれたのは連邦著作権法が「分離性」(separability) の用語を定義していないことに起因する:709。第6巡回区控訴裁は概念的分離について「実用的な側面から分離して識別」できること、およびデザインが「実用的な側面から独立して存在」しうるかを判断基準とした。最高裁も二審を支持して結審。 | [ 173 ] [ 174 ] [ 175 ] [ 168 ]    |
| フォース・エステート対Wall-Street.com裁判 (Fourth Estate Public Benefit Corp. v. Wall-Street.com)                | 2019 (586 U.S. ___) (Docket no. 17-571)  | 著作物の登録手続                                     | 訴訟概要を参照 | フォース・エステート (4E) は社会性の高いテーマを扱うメディアで、他のメディア企業に記事提供している。企業IR情報などを掲載するWall-Street.comが4Eとのライセンス契約を打ち切ったが、4Eの提供済記事をサイトに掲載し続けたため4Eが提訴した。著作権法 第411条(a) では著作者が米国籍の場合、提訴前にアメリカ合衆国著作権局 (USCO) に著作物を登録することを求めている。ここでの登録を著作権者の「申請」(著作物の納付と登録料支払) とするか、USCOによる「登録許可」とみなすかで各巡回控訴裁判所によって過去判例が分かれていた。最高裁では後者の「登録許可」方式を採用し、登録許可が完了するまで原告は提訴を待たなければならないと判示された。 | [ 178 ] [ 177 ]                    |

## 連邦下級裁判所の判例
下級裁判所の判例であっても、後の類似訴訟で引用参照されることが多いなど、法学の研究機関や専門家が特筆性があると言及した判例に絞り、一覧化している。

### フェアユース関連
| 判例の通称 | 判決年 | 裁判所 (判例集番号)                            | 争点                                                          | 著作タイプ                    | 判決                    | 訴訟概要と判決要点 | 特筆性                  |
| --- | ------ | ---------------------------------------------- | ------------------------------------------------------------- | ----------------------------- | ----------------------- | --- | ----------------------- |
| フォルサム対マーシュ裁判 (Folsom v. Marsh) | 1841   | C.C.D. Mass. (9. F.Cas. 342)                   | フェアユース第1-第4基準全て                                   | 文章 (印刷書籍)               | 違法                    | フェアユースの法理を確立した米国初の判例として知られる。歴史家ジャレッド・スパークスが初代大統領ジョージ・ワシントンの書簡などの著作権を獲得し、12巻から成る『The Writings of George Washington』を上梓してフォルサム社から出版。うち2巻は『The Life of Washington in the Form of an Autobiography』として別途マーシュ社から後に出版したことから、無断転載でフォルサムが提訴した。当判決では、現代のフェアユース第107条の第1-第4基準に類似する観点が全て含まれる形で判示された。以降、1976年改正法でフェアユースが成文化されるまでの間、米国ではもっぱら司法判断に基づいてきた。 | [ 180 ] [ 14 ]          |
| トムソン知事陣営対ギャレン候補陣営裁判 (Keep Thomson Governor Comm. v. Citizens for Gallen Comm.)                                                   | 1978   | D. N.H. (457 F.Supp. 957)                      | フェアユース第1・第3基準                                      | 音楽 (実演)                   | 合法                    | ニューハンプシャー州知事選において共和党現職メルドリム・トムソン・ジュニアの選挙キャンペーンソング15秒分を民主党候補ヒュー・ガレンが自身の選挙広告に流用。使用量が少なく、かつ政治討論目的のためフェアユースが認められた。 | [ 78 ]                  |
| イタリアン・ブック対ABC裁判 (Italian Book Corp., v. American Broadcasting Co.)                                                                      | 1978   | S.D. N.Y. (458 F.Supp. 65)                     | フェアユース第1・第3・第4基準                                 | 音楽 (テレビ)                 | 合法                    | ニューヨークで開催されたイタリア祭を現地取材してテレビでニュース報道したところ、祭で演奏されていた楽曲まで報道映像に含まれてしまった。使用量が限定的、また収録は故意ではない、かつ作詞作曲家の潜在市場価値を毀損していないためフェアユースが認められた。 | [ 78 ]                  |
| エルスメア・ミュージック対NBC裁判 (Elsmere Music, Inc. v. National Broadcasting Co.)                                                                | 1980   | S.D. N.Y. (482 F.Supp. 741)                    | フェアユース第1 (パロディ)・第3基準                           | 音楽 (テレビ)                 | 合法                    | NBC放送コメディバラエティ番組『サタデー・ナイト・ライブ』内で "I love New York" のパロディ曲が流れた。デ・ミニミス (ごく軽微な使用) であると判示。en: I Love New York#Imitationsも参照。 | [ 78 ]                  |
| ロイ・エクスポート対CBS裁判 (Roy Export Co. Establishment. of Vaduz v. Columbia Broadcasting System, Inc.)                                          | 1982   | 2d Cir. (672 F.2d 1095, 1100)                  | フェアユース第2基準                                           | 映像 (ニュース報道)           | 違法                    | チャーリー・チャップリンの72分映画から75秒を抜粋してチャップリン死去のニュース報道に使用 (Roy Exportはチャップリン作の著作権者)。抜粋箇所が映画の肝心なシーンだったためフェアユースは認められず。 | [ 78 ]                  |
| ハスラー誌対モラル・マジョリティ裁判 (Hustler Magazine, Inc. v. Moral Majority, Inc.)                                                               | 1985   | C.D. Cal. (606 F.Supp. 1526)                   | フェアユース第4基準                                           | 文章 (印刷書籍)               | 合法                    | 出版実業家ラリー・フリント率いるポルノ雑誌『ハスラー』がキリスト教福音派で宗教右派のジェリー・ファルウェル牧師を冒涜する文章を掲載。これを同牧師が創設・運営する宗教組織モラル・マジョリティが引用して数十万部をコピーし、資金集めのために配布。既に雑誌は市場から引き上げられていたため、原著作物の利益侵害に当たらないとしてフェアユースを認める判示。なお、両者は精神的苦痛を理由に、別途ハスラー・マガジン対ファルウェル裁判でも対立し、最高裁まで争った。 | [ 78 ]                  |
| フィッシャー対ディーズ裁判 (Fisher v. Dees) | 1986   | 9th Cir. (794 F.2d 432)                        | フェアユース第1 (パロディ)・第3基準                           | 音楽 (デジタル以外)           | 合法                    | DJ/ラジオパーソナリティのリック・ディーズがジャズ曲 "When Sunny Gets Blue" の29秒 (38小節) を引用してパロディを製作。不正競争防止、名誉棄損および著作権侵害に当たるとして、原曲作詞家フィッシャーが提訴。楽曲全体ではないことからフェアユース判定。 | [ 78 ]                  |
| サリンジャー対ランダムハウス他裁判 (Salinger v. Random House, Inc.)                                                                                 | 1987   | 2d Cir. (811 F.2d 90)                          | フェアユース第3・第4基準                                      | 文章 (印刷書籍)               | 違法                    | 小説家J・D・サリンジャーの未発表手紙を用いて無断でランダムハウスが書籍化を計画。未発表であり、手紙の内容が書籍の根幹をなすことからフェアユースの抗弁は棄却され、出版差止に成功。 | [ 78 ]                  |
| スタインバーグ対コロンビア・ピクチャーズ裁判 (Steinberg v. Columbia Pictures Industries, Inc.)                                                      | 1987   | S.D. N.Y. (663 F.Supp. 706)                    | フェアユース第1 (パロディ) 基準                               | イラスト (デジタル以外)       | 違法                    | 漫画家ソール・スタインバーグの作品が雑誌ザ・ニューヨーカーの表紙を飾り、1984年製作映画『ハドソン河のモスコー』の宣伝ポスターに流用された。スタインバーグの作品はアメリカ経済中心主義の偏狭さを風刺しており、映画ポスターも同様の風刺を用いている。原作を風刺していればフェアユースの定めるパロディに該当するが、ポスターは同調していることからフェアユースが成立しないと判示された。 | [ 78 ] [ 181 ]          |
| ラブ対クウィットニー裁判 (Love v. Kwitny) | 1989   | S.D. N.Y. (772 F.Supp. 1367)                   | フェアユース第3・第4基準                                      | 文章 (ニュース報道)           | 違法                    | ジャーナリスト個人同士の訴訟。1959年にイランのザヘディ将軍によるクーデターでモサッデク首相が失脚した。ケネット・ラブがこのイラン政府転覆の予兆をいち早く調査して原稿に書き留め、それをジョナサン・クウィットニーが使用した。原稿の半分以上が使用されたことから、フェアユースの引用の範疇を超えており、かつ未発表であったことから著作権侵害が認められた。 | [ 78 ]                  |
| ライト対ワーナーブックス裁判 (Wright v. Warner Books, Inc.)                                                                                         | 1991   | 2d Cir. (953 F.2d 731)                         | フェアユース第1・ 第3基準                                     | 文章 (印刷書籍)               | 合法                    | 小説家リチャード・ライトの未発表の手紙などを自伝作家が引用して出版。引用は全体の1%以下、かつ書籍上で説明目的で引用のため侵害にあたらない判示。 | [ 78 ]                  |
| ツイン・ピークス対パブリケーションズ・インターナショナル裁判 (Twin Peaks Productions, Inc. v. Publications International, Ltd.)                     | 1993   | 2d Cir. (996 F.2d 1366)                        | フェアユース第3・第4基準                                      | 文章 (印刷書籍)               | 違法                    | 人気ミステリーTV『ツイン・ピークス』の引用解説本を巡るケース。番組のあらすじ、登場人物、設定、セリフなどの引用量が多く、また公式解説本の売上に影響することから著作権侵害の判示となった。 | [ 78 ]                  |
| サイエントロジー対パグリアリーナ裁判 (Religious Technology Center v. Pagliarina)                                                                    | 1995   | E.D. Va. (908 F.Supp. 1353)                    | アイディア・表現二分論 (マージ理論)、フェアユース第1・第3基準 | 文章 (デジタル)               | 合法 (ワシントンポスト) | 新興宗教サイエントロジーの元信者で批判家のアーニー・ラーマ (本名Arnaldo Pagliarini Lerma) は、同宗教団体が神聖視して秘匿する教本 (OT文書) を持ち出してインターネット上に全量公開したことから、連邦保安官から家宅捜査を受けたほか、当文書の著作権侵害で教会関連団体RTCから提訴された。またワシントンポストとその記者らも同件で提訴されている。ラーマは教団の教え (アイディア) とOT文書 (アイディアの表現) が融合していることから、OT文書に著作権保護を適用すると元となるアイディアまで排他的な保護がおよぶとしてOT文書に著作権はないとする「マージ理論」で抗弁した。しかし教団の教えはOT文書以外にも記述されていることから、その融合性を否定する判示となった。また引用量が広範であったことからフェアユース抗弁も否定された。 一方のワシントンポストは、引用量が限定的かつニュース解説目的のためフェアユースが認められた。en: Arnie Lerma#RTC v. Lermaも参照。 | [ 78 ]                  |
| サイエントロジー対ラーマ裁判 (Religious Technology Center v. Lerma)                                                                                 | 1996   | E.D. Va. (40 U.S.P.Q.2d 1569)                  | アイディア・表現二分論 (マージ理論)、フェアユース第1・第3基準 | 文章 (デジタル)               | 違法 (ラーマ)           | 新興宗教サイエントロジーの元信者で批判家のアーニー・ラーマ (本名Arnaldo Pagliarini Lerma) は、同宗教団体が神聖視して秘匿する教本 (OT文書) を持ち出してインターネット上に全量公開したことから、連邦保安官から家宅捜査を受けたほか、当文書の著作権侵害で教会関連団体RTCから提訴された。またワシントンポストとその記者らも同件で提訴されている。ラーマは教団の教え (アイディア) とOT文書 (アイディアの表現) が融合していることから、OT文書に著作権保護を適用すると元となるアイディアまで排他的な保護がおよぶとしてOT文書に著作権はないとする「マージ理論」で抗弁した。しかし教団の教えはOT文書以外にも記述されていることから、その融合性を否定する判示となった。また引用量が広範であったことからフェアユース抗弁も否定された。 一方のワシントンポストは、引用量が限定的かつニュース解説目的のためフェアユースが認められた。en: Arnie Lerma#RTC v. Lermaも参照。 | [ 78 ] [ 182 ]          |
| モンスター・コミュニケーションズ対ターナー・ブロードキャスティング・システム裁判 (Monster Communications, Inc. v. Turner Broadcasting System. Inc.) | 1996   | S.D. N.Y. (935 F.Supp. 490)                    | フェアユース第1・第3基準                                      | 映像 (映画)                   | 合法                    | モハメド・アリのボクシング対戦映像41秒を流用して自伝映画を製作。流用の秒数が短く、また映画内での情報提供に留まっているとして著作権侵害なしの判示。 | [ 78 ]                  |
| ロサンゼルス・ニュースサービス対KCAL-TV裁判 (Los Angeles News Service v. KCAL-TV Channel 9)                                                         | 1997   | 9th Cir. (108 F.3d 1119)                       | フェアユース第1・第2・第4基準                                 | 映像 (ニュース報道)           | 違法                    | スクープ映像撮影で知られる独立系撮影社が1992年のロサンゼルス暴動の暴行シーンを撮影。その4分の録画から30秒を抜粋して地方局KCAL-TVがニュース報道。営利利用、かつ抜粋箇所が肝心なシーンだったため著作権者の潜在市場での利益を侵害したと判定。 | [ 78 ]                  |
| リングゴールド対ブラック・エンターテイメント裁判 (Ringgold v. Black Entertainment Television, Inc.)                                                 | 1997   | 2d Cir. (126 F.3d 70)                          | フェアユース第1・第2基準                                      | 美術 (テレビ)                 | 違法                    | 原告である芸術家の教会用キルト作品がTVコメディ『ロック』内の背景映像で27秒使われた。キルト作品の著名性、TV背景セット上の重要性に加え、TV業界では許諾を取る慣習が存在することから、著作権侵害が認められた。en: Faith Ringgold#Copyright suit against BETも参照。 | [ 78 ]                  |
| ドクター・スース対ペンギン・ブックス裁判 (Dr. Seuss Enterprises, L.P. v. Penguin Books USA, Inc.)                                                   | 1997   | 9th Cir. (109 F.3d 1394)                       | フェアユース第1 (パロディ) 基準                               | 文章 (印刷書籍)               | 違法                    | 元フットボール選手O・J・シンプソンによる殺人容疑裁判を、ドクター・スースの児童文学『キャット イン ザ ハット』の設定で物語る二次的著作物を巡るケース。ドクター・スースへの皮肉や悪ふざけの要素がないことからパロディとは見なされず、また非営利性および変形的利用に該当しないことから、著作権侵害の判示となった。 | [ 78 ] [ 183 ]          |
| キャッスル・ロック・エンターテインメント対キャロル出版裁判 (Castle Rock Entertainment, Inc. v. Carol Publishing Group Inc.)                         | 1998   | 2d Cir. (150 F.3d 132)                         | フェアユース第3・第4基準                                      | 文章 (印刷書籍)               | 違法                    | 人気コメディTV『となりのサインフェルド』のトリビアをクイズ形式で書籍にまとめて無断で出版。原著作のうち84話相当から引用し、また番組製作者の二次的著作物作成権を侵害したと判示された。 | [ 78 ] [ 184 ]          |
| リーボヴィッツ対パラマウント・ピクチャーズ裁判 (Leibovitz v. Paramount Pictures Corp.)                                                              | 1998   | 2d Cir. (137 F.3d 109)                         | フェアユース第1 (パロディ) 基準                               | 写真 (デジタル以外)           | 合法                    | 写真家アニー・リーボヴィッツが妊婦姿の女優デミ・ムーアを撮影。これを映画『裸の銃を持つ男 PART33 1/3 最後の侮辱』がパロディ化して映画の宣伝に利用。パロディ利用に伴うライセンス料を原告は請求したが、フェアユースとして棄却された。 | [ 78 ]                  |
| A&Mレコード他対ナップスター裁判 (A&M Records, Inc. v. Napster, Inc.)                                                                                | 2001   | 9th Cir. (239 F.3d 1004)                       | フェアユース第1-第4基準全て、寄与侵害、代位侵害、DMCA         | 音楽 (デジタル)               | 違法                    | 通称「ナップスター判決」。ナップスター社が無料配布したPeer to Peerソフトウェアによって無断で楽曲がユーザ間でファイル共有され、かつ各ユーザの保有楽曲を容易に検索できるようナップスターがインデックスを張っていたことから、A&Mなど音楽レーベル各社が著作権侵害の間接侵害で提訴。購入前の試聴目的であってフェアユースに該当するとナップスターは抗弁した。二審の控訴裁ではフェアスース第1基準の変形的利用は見られず、第2・第3基準で楽曲の著作物性を認め、第4基準では実際の売上減発生や将来的なデジタル配信市場への参入障壁を指摘した。また1992年の家庭内録音法 (非商用の私的録音は合法と明示した著作権法改正) は本件には適合しないと判示された。 寄与侵害については著作権保護中の楽曲シェアを知りつつ放置したとして、ナップスター側の責任を認めた。また代位侵害については、インデックスだけでは侵害の発生有無を把握できないものの、侵害ファイルへのアクセスを停止させるなど監督管理の能力を有していたとして、監督不十分の責が認められた。 DMCAの免責適用についてはP2Pという分散システムの性質上、第512条 のインターネット接続事業者にナップスターが該当しないとされ、免責適用外とされた。 | [ 196 ] [ 197 ] [ 186 ] |
| ケリー他対アリバ・ソフト裁判 (Kelly v. Arriba Soft Corp)                                                                                            | 2003   | 9th Cir. (336 F.3d. 811)                       | フェアユース第1-第4基準全て                                   | 画像 (デジタル)               | 合法                    | アリバ・ソフト社が運営する検索エンジンが画像を収集してサムネイル表示しており、自身のウェブサイトで写真画像を有料販売していたプロ写真家ケリーの作品も含まれていた。サムネイルは画像サイズが小さく解像度も低いことから第1基準 (変形的利用) は被告有利、インターネット公開写真も著作権対象であることから第2基準は原告有利、第3基準は中立、第4基準は被告有利。総合してフェアユースが認められた。Perfect 10対Amazon.com事件#サムネイルおよびen: Transformativenessも参照。 | [ 78 ] [ 198 ]          |
| BMGミュージック対ゴンザレス裁判 (BMG Music v. Gonzalez)                                                                                             | 2005   | 7th Cir. (430 F.3d 888)                        | フェアユース第4基準                                           | 音楽 (デジタル)               | 違法                    | 被告女性ゴンザレスは、Peer to PeerのファイルシェアKaZaAを利用して楽曲を大量ダウンロード。後に楽曲を購入するか判断するための試聴であり、ベータマックス裁判のタイムシフト (Time-shifting、後日視聴) との類似性を持ち出して抗弁した。しかし推定ダウンロード数は1370曲、うち30曲以上は被告のハードドライブに残っていた。またiTunesなど楽曲の一部のみ試聴できる合法サービスが別に存在することから、被告の抗弁の正当性が否定された。 | [ 78 ]                  |
| ビル・グラハム・アーカイブズ対ドーリング・キンダーズレー裁判 (Bill Graham Archives v. Dorling Kindersley, Ltd.)                                     | 2006   | 2d Cir. (448 F.3d 605)                         | フェアユース第1・第3基準                                      | 画像 (印刷書籍)               | 合法                    | ロックバンドのグレイトフル・デッドのポスターを別の書籍に流用。サムネイルサイズであり、かつ経歴解説の文脈内での利用のためフェアユース判定。 | [ 78 ] [ 199 ]          |
| フィールド対Google裁判 (Field v. Google, Inc.) | 2006   | D. Nev. (412 F.Supp.2d 1106)                   | フェアユース第1基準                                           | 文章および画像 (デジタル)     | 合法                    | Google検索のキャッシュ表示が著作権侵害か問われた裁判。サイト運営者は任意でキャッシュON/OFF設定ができるため、Googleに非がないとして棄却された。 | [ 78 ]                  |
| Perfect 10対Amazon.com他裁判 (Perfect 10, Inc. v. Amazon.com, Inc.)                                                                                 | 2007   | 9th Cir. (508 F.3d 1146)                       | フェアユース第1・第4基準                                      | 画像 (デジタル)               | 合法                    | 「#ケリー他対アリバ・ソフト裁判」の類似ケース。成人向け雑誌『Perfect 10』はヌード画像を有料会員に閲覧提供していたが、検索エンジンのGoogleがその画像を自動サムネイル化。またそのサムネイル画像をGoogleがAmazonに提供する業務契約を締結していたことから、Amazonの顧客も無料で画像が閲覧できる状態であり、Googleの行為に対し一時差止命令を請求した。サムネイルが小型・低解像であったことから変形的利用が認められ、また元サイト (Perfect 10) の出典表記とリンクによって閲覧者が誘導される仕組みであることから、損害性もないと判示された。 | [ 78 ] [ 200 ]          |
| ワーナー・ブラザーズ対RDRブックス裁判 (Warner Bros. Entertainment Inc. v. RDR Books)                                                                | 2008   | S.D. N.Y. (575 F.Supp.2d 513)                  | フェアユース第1基準 (二次的著作物)                            | 文章 (印刷書籍)               | 違法                    | 『ハリー・ポッター』シリーズの用語などを収録した百科事典。複数シリーズの用語を1冊の事典にまとめていることから「若干の変形性」は認められたものの、逐語的な引用が多いことからフェアユースの要求水準には満たないと判示された。en: Legal disputes over the Harry Potter seriesも参照。 | [ 78 ]                  |
| サリンジャー対コルティング裁判 (Salinger v. Colting)                                                                                                | 2009   | S.D. N.Y. (641 F.Supp.2d 250)                  | フェアユース第1基準 (パロディ)                                | 文章 (印刷書籍)               | 違法                    | 小説家J・D・サリンジャー作『ライ麦畑でつかまえて』の主人公コールフィールド少年の続編小説を別の筆者が創作。被告はパロディだと主張したが、少年を大人に設定し直しただけで性格などは原作を踏襲していることから、変形的利用の要件を満たしておらず、著作権侵害の判示となった。ただし一審では一時的出版差止が認められたものの、二審では差止に関する見解に修正が入っている。 | [ 78 ]                  |
| ウォーレン出版対スパーロック裁判 (Warren Publishing Co. v. Spurlock d/b/a Vanguard Productions)                                                     | 2009   | E.D. Pa. (645 F.Supp.2d 402)                   | フェアユース第1・第3・第4基準、職務著作                       | 画像 (印刷書籍)               | 合法                    | 当時フリーランサーだったコミック作家J. デヴィッド・スパーロックのキャラクター「Gogos」がウォーレン出版のモンスター雑誌『Famous Monsters』191冊中51冊の表紙を飾った。ウォーレンはイラストの法人著作権を自社が有していると主張し、スパーロックは1回限りの使用許諾を雑誌社に与えたのみと主張。スパーロックがGogosのイラスト総集編を2006年に出版したことから訴訟となった。雑誌は四半世紀以上前に廃刊となっており、また表紙1ページのみで引用量が限定され、一部イラストは改稿されていることからフェアユース判定。アメリカン・コミックスにおけるクリエイターの権利も参照。 | [ 78 ]                  |
| ゲイロード対アメリカ合衆国政府裁判 (Gaylord v. United States)                                                                                       | 2010   | Fed. Cir. (595 F.3d 1364)                      | フェアユース第1基準                                           | 美術 (切手印刷)               | 違法                    | 朝鮮戦争戦没者慰霊碑 (ウェスト・ポトマック公園内) に屋外展示されている彫刻家フランク・ゲイロードの彫刻作品19体のうち14体を、アメリカ合衆国郵便公社 (USPS) が朝鮮戦争の記念切手に使用。一審で著作権侵害は認められたものの損害賠償は5千ドルのみ。控訴審を経て約68万5千ドルに増額。3次元の彫刻を2次元の切手にするだけではフェアユース第1基準の変形的利用とは認められないと判示された。en: Frank Gaylord#Careerも参照。 | [ 78 ]                  |
| Righthaven対リアリティ・ワン・グループ裁判 (Righthaven LLC v. Realty One Group, Inc.)                                                               | 2010   | D. Nev. (No. 2:10-cv-LRH-PAL, 2010 WL 4115413) | フェアユース第3・第4基準                                      | 文章 (デジタル)               | 合法                    | 著作権侵害が疑われる著作物の著作権を買い取って訴訟ビジネスを行ういわゆる「コピーライト・トロール」会社のRighthavenによる訴訟。新聞記事冒頭8文を不動産会社がブログに転載。8文だけで記事の核心ではなく、潜在市場価値に影響しないためフェアユースが認められた。 | [ 78 ]                  |
| Righthaven対JAMA裁判 (Righthaven LLC v. JAMA) | 2011   | D. Nev. (No. 2:2010-cv-01322, 2011 WL 1541613) | フェアユース第1・第4基準                                      | 文章 (デジタル)               | 合法                    | 非営利団体JAMAは、警察による人種差別を指摘する目的で新聞記事を引用。Righthavenは新聞社から記事の著作権を購入した上でJAMAを提訴した。Righthavenが新聞社ではないことから、引用しても原告の潜在市場価値を損ねない。かつJAMAは非営利団体で引用目的も合致のため、フェアユースが認められた。 | [ 78 ]                  |
| Righthaven対デモクラティック・アンダーグラウンド裁判 (Righthaven LLC v. Democratic Underground LLC)                                                 | 2011   | D. Nev. (791 F. Supp. 2d 968)                  | DMCA、フェアユース第3基準                                     | 文章 (デジタル)               | 合法                    | オンラインの政治フォーラム "Democratic Underground" に新聞記事5文が引用された。当フォーラムはデジタルミレニアム著作権法 (DMCA) のセーフハーバー条項適用対象であり、かつ引用量は5文のみで収益インパクトも限定的なため、フェアユースが認められた。 | [ 78 ]                  |
| ノースランド家族計画クリニック対バイオ倫理改革センター裁判 (Northland Family Planning Clinic v. Center for Bio-Ethical Reform)                      | 2012   | C.D. Cal. (No. SACV 11-731 JVS)                | フェアユース第1 (パロディ) 基準                               | 映像 (デジタル以外)           | 合法                    | 中絶擁護団体が作成した映像を流用し、中絶反対団体が比較映像を作成。一般的なパロディの定義にはユーモアやジョークなど笑いの要素が含まれるが、本件では笑いの一切ない批判や評論であってもパロディが成立すると判示された。 | [ 78 ]                  |
| SOFAエンターテイメント対ドジャー・プロダクションズ裁判 (SOFA Entertainment, Inc. v. Dodger Productions, Inc.)                                       | 2013   | 9th Cir. (No. 2:08-cv-02616)                   | フェアユース第1・第4基準                                      | 映像 (実演)                   | 合法                    | バラエティTV番組『エド・サリヴァン・ショー』の映像7秒を使用し、ロックバンドのフォー・シーズンズのドキュメンタリー調ミュージカル『ジャージー・ボーイズ』を創作。フォー・シーズンズの経歴を辿る目的で映像が使用されており、変形的利用が認めた。また当ミュージカルはステージ実演のみでDVD販売されていないことから、TV番組への損害が認められなかった。 | [ 78 ]                  |
| カリウ対プリンス裁判 (Cariou v. Prince) | 2013   | 2d Cir. (714 F.3d 694)                         | フェアユース第1基準                                           | 絵画 (実物)                   | 合法                    | フランス人写真家パトリック・カリウはジャマイカで撮影した作品を収録した写真集『Yes Rasta』を発行。アメリカ人画家リチャード・プリンスがカリウの写真を元に絵画作品『Canal Zone』を創作し、ギャラリー展示したほか、展示用カタログにも収録した。変形的利用が認められた。 | [ 78 ] [ 155 ]          |
| アロー・プロダクションズ対ワインスタイン・カンパニー裁判 (Arrow Productions, LTD v. The Weinstein Company LLC)                                      | 2014   | S.D. N.Y. (2014 WL 4211350)                    | フェアユース第1基準                                           | 映像 (映画)                   | 合法                    | 1972年ポルノ映画の代表作『ディープ・スロート』 (アロー製作) に主演したAV女優リンダ・ラヴレースを人物主題にして、2013年に自伝映画『ラヴレース』 (ワインスタイン製作) が創作された。『ラヴレース』に『ディープ・スロート』の3シーンが映像引用されたが、リンダ・ラヴレースの自伝本に基づいて自伝映画は製作されていること、また批判的見地から主題を捉えなおしていることを理由に変形的利用が認められた。 | [ 78 ]                  |
| キーニッツ対スコニー・ネイション裁判 (Kienitz v. Sconnie Nation)                                                                                    | 2014   | 7th Cir. (766 F.3d 756)                        | フェアユース第1基準                                           | 画像 (衣類)                   | 合法                    | ウィスコンシン州の市長を撮影した写真家マイケル・キーニッツの作品を改変し、選挙アンチキャンペーン資金集めのためにスコニー・ネイション社がTシャツにプリントした。屈辱的な表情、背景の除去、文字追加など変形度が高かったことからフェアユース判定。 | [ 78 ]                  |
| FOXニュース対TVEyes裁判 (Fox News v. TVEyes, Inc.)                                                                                                  | 2014   | S.D. N.Y. (43 F. Supp. 3d 379)                 | フェアユース第1・第3・第4基準                                 | 映像 (デジタル)               | 合法・違法混在          | 1400局以上のテレビやラジオのメディア報道データベース検索を提供するTVEyesは、有料会員に1クリップあたり最大10分のニュース映像を提供していた。第1基準に則り、キーワード検索や閲覧については営利目的ではあるが変形的利用が勝るとしてフェアユース判定となった。引用の質と量を計る第3基準では、10分制限でニュース全量が見られる点が指摘された。収益インパクトを問う第4基準では、会員自身のパソコンダウンロードや他者へのEmail回付機能について違法判定となった。違法機能については終局的差止命令が下された結果、TVEyesはFOXニュースの取扱を廃止決定した。en: 2019 in American television (1月21日の出来事)も参照。 | [ 78 ]                  |
| ケンブリッジ大学出版局他対パットン裁判 (Cambridge University Press v. Patton)                                                                       | 2014   | 11th Cir. Ga. (769 F.3d 1232)                  | フェアユース第1-第4基準全て                                   | 文章 (デジタル)               | 合法 (一部違法)         | 「ジョージア州立大学著作権訴訟」とも。ジョージア州立大学がコースリザーブの電子システム (予習教材や参考書などをデジタル化して受講生に提供する閲覧・ダウンロードシステム) を使用して著作物を無断で大量に複製提供しているとして、ケンブリッジ大学出版局やオックスフォード大学出版局などが提訴。一審ではフェアユース第4基準 (収益インパクト) のみ原告有利だが、第1～3基準は被告有利としてフェアユースを認めた。二審では一審を覆し、再審理で一審に差戻しを命じたものの、大半はフェアユースの判示となった。その後、原告らは再審を求めた結果、2016年には一部の著作物は著作権侵害が追加で認められた。フェアユース4基準のうち、第1: 25%、第2: 5%、第3: 30%、第4: 40%のウェイトで判断。 | [ 78 ] [ 204 ]          |
| 全米作家協会対ハーティトラスト裁判 (Authors Guild, Inc. v. HathiTrust)                                                                              | 2014   | 2d Cir. (755 F.3d 87)                          | フェアユース第1基準                                           | 文章 (デジタル)               | 合法                    | 全米作家協会他対Google裁判の類似ケース。ハーティトラストはGoogleブックスのスピンオフで図書館連携プロジェクト。蔵書アーカイブのデジタル化を行っており、著作権侵害が問われた。フェアユースの第1基準 (非営利性) に合致のため合法の判示。 | [ 78 ] [ 10 ]           |
| スウォッチ対ブルームバーグ裁判 (Swatch Grp. Mgmt. Servs. Ltd. v. Bloomberg L.P. )                                                                   | 2014   | 2d Cir. (742 F.3d 17)                          | フェアユース第1基準                                           | 文章および音声 (ニュース報道) | 合法                    | 時計メーカーであるスウォッチ・グループの役員から証券アナリストへの電話内容に収益性などの情報を含まれており、これを音声録音と文字書き起こしの形で経済メディアのブルームバーグが入手して公表。投資家への情報開示・報道目的であることから、フェアユース第1基準が定める「変形的利用」をそもそも満たす必要はないとされ、音声そのままの公表はフェアユースと判示された。 | [ 78 ] [ 205 ]          |
| 全米作家協会他対Google裁判 (Authors Guild v. Google, Inc.)                                                                                          | 2015   | 2d Cir. (No. 13-4829)                          | 反トラスト法、フェアユース第1-第4基準全て                     | 文章 (デジタル)               | 合法                    | Googleブックスが無断で書籍を大量デジタルスキャン。著作権者を代表して業界団体の全米作家協会らが集団訴訟を起こした。当初は裁判所も著作権侵害を認め、原告団有利の形で総額1億2500万米ドルの和解交渉を進めていたものの、最終的にフェアユース判定となった。和解によってGoogleの電子書籍市場における独占化が進行し、反トラスト法 (独占禁止法) への抵触が懸念され、競合のマイクロソフトやAmazon、Yahoo!などが合従連衡で反対運動を展開したほか、フランスとドイツ政府が米国裁判所に反対意見書を提出したことでも知られる。終結までに約11年を要した。 | [ 78 ] [ 205 ] [ 210 ]  |
| カッツ対シェヴァルディーナ裁判 (Katz v. Chevaldina)                                                                                                 | 2015   | 11th Cir. (No. 14-14525)                       | フェアユース第1・第2基準                                      | 画像 (デジタル)               | 合法                    | 別名「カッツ対Google裁判」。米不動産王のラーナン・カッツが所有するショッピングセンターの元テナント女性がカッツの屈辱的な画像をGoogle検索し、カッツの経営への不満を公表するブログ記事に掲載した。カッツは写真の著作権が自分にあると主張し、一次責任者としてブログ執筆女性と、二次責任者としてGoogleを提訴した (後に対Googleは取り下げ)。二審では、ブログ記事が批判かつ非営利目的であること (第1基準)、および写真がカッツのポーズや表現、衣服などを印象付けるような表現性に欠ける (第2基準) としてフェアユースを認めた。 | [ 78 ]                  |
| イコールズ・スリー対ジューキン・メディア裁判 (Equals Three, LLC v. Jukin Media, Inc.)                                                               | 2015   | C.D. Cal. (14-09041)                           | DMCA、フェアユース第1基準                                     | 映像 (デジタル)               | 合法                    | マッシュアップ型のデジタル二次的著作物の判例。ジューキン・メディアは一般ユーザ作成動画を収集し、その動画の利用者に対して著作者の代わりに利用ライセンス料を徴収するオンライン・メディア。また自社製作の動画もYouTube等に公開している。人気YouTuberレイ・ウィリアム・ジョンソン率いるイコールズ・スリー社がYouTubeにアップロードした動画の一部を、ジューキンがデジタルミレニアム著作権法 (DMCA) が定めるノーティス・アンド・テイクダウンの手続に則り、YouTubeに削除要請し、代わりにジューキン公式のYouTubeチャネルにリンク誘導した。イコールズ・スリーは広告収入減とDMCA濫用でジューキンを提訴した。動画1点を除き、イコールズ・スリーは全て変形的利用が認められた。 | [ 78 ]                  |
| キーリング対ハーズ裁判 (Keeling v. Hars) | 2015   | 2d Cir. (No. 13-694)                           | フェアユース第1基準 (パロディ)                                | 映像 (映画)                   | 合法                    | 映画『ハートブルー』 (原題: Point Break) のパロディ。二次的著作物は著作権者の許諾が法的に必要となるが、パロディかつ付加が多いため許諾不要との判示。en: Derivative work#Lawful works requirementも参照。 | [ 78 ]                  |
| TCAテレビジョン対マッカラム裁判 (TCA Television Corp. v. McCollum)                                                                                  | 2016   | 2d Cir. (No. 1:16-cv-0134)                     | フェアユース第1基準 (パロディ)・第4基準、更新手続             | 演劇 (実演)                   | 違法                    | お笑いコンビのアボットとコステロの持ちネタ "Who's on first?" をパロディ化してブロードウェイミュージカルとして実演。一審は変形性が高いとしてフェアユース判定だったが二審で否定し、かつ第4基準の損害性があると判定。しかし著作者の相続人が著作物の更新手続を怠ったことから、原告の訴えを退けた。 | [ 78 ]                  |
| Oracle対Google裁判 (Oracle America, Inc. v. Google, Inc.)                                                                                           | 2019   | 最高裁で係争中                                 | フェアユース第1-第4基準全て                                   | プログラム (デジタル)         | 未決                    | Oracleがサン・マイクロシステムズを企業買収する形で権利獲得したJava APIを、Googleが自社のモバイル用OSであるAndroidに利用したとして、特許権と著作権侵害で総額88億米ドル (約1兆円) の損害賠償を求めてOracleがGoogleを2010年に提訴した。一審では、陪審は著作権侵害の判断をしたものの、裁判所はJava APIが著作権保護の対象に当たらないとの理由で2012年に原告の主張を退けている。しかし2014年、二審では営利性および潜在市場への影響度の観点で圧倒的にOracle有利と見て著作権侵害を認めた。2019年1月、Googleは二度目の最高裁への上告受理申立 (certiorari) を行い、同年11月に受理された。 | [ 215 ]                 |

### フェアユース関連以外
| 判例の通称 | 判決年           | 裁判所 (判例集番号)            | 争点                                                                       | 著作タイプ                          | 判決           | 訴訟概要と判決要点 | 特筆性                          |
| --- | ---------------- | ------------------------------ | -------------------------------------------------------------------------- | ----------------------------------- | -------------- | --- | ------------------------------- |
| ニコルズ対ユニバーサル・ピクチャーズ裁判 (Nichols v. Universal Pictures Corp.)                                      | 1930             | 2d Cir. (45 F.2d 119)          | アイディア・表現二分論、言語著作物における実質的類似性                     | 文章 (舞台劇・映画)                 | 合法           | 小説や脚本などの言語著作物から、逐語的ではなくコンセプトを利用した場合の不正盗用判定方法として「抽象化テスト」を確立した判例。舞台劇『Abie's Irish Rose』の作者アン・ニコルズが、1926年公開のサイレント映画『The Cohens and Kellys』の製作者であるユニバーサル・ピクチャーズに盗用されたと主張。舞台劇は、ユダヤ人男性とアイルランド人女性の格差婚、そして両家を巻き込んだ葛藤を描く。映画は、男女の出身設定が逆転しているものの、同類のテーマ性であるが、(アイディア・表現二分論で定めるところの) アイディアでしかなく、著作権保護の適用となるオリジナル表現ではないと判示された。同様にシェイクスピアの手法、アインシュタインの相対性理論、ダーウィンの進化論を下敷きにする行為も著作権侵害にならないと例示された。 | [ 216 ] [ 217 ] [ 218 ]         |
| アルフレッド・ベル対カタルダ・ファインアーツ裁判 (Alfred Bell & Co. Ltd. v. Catalda Fine Arts, Inc.)                | 1951             | 2d Cir. (191 F.2d 99)          | 二次的著作物、美術複製の保護要件                                           | 美術 (版画)                         | 違法           | メゾティント銅版を手掛けるイギリス人のアルフレッド・ベルは、著作権の保護期間が切れてパブリック・ドメイン (公有) に帰している名画を元に版画を制作し、アメリカ合衆国著作権局に著作権登録済であった。この版画を元にカタルダ社がリトグラフ化して販売した。カタルダは著作権侵害か、またベルの美術複製作品はそもそも著作権保護の対象なのかが問われた。メゾティント銅版を創作するには工具と複雑なスキルを要し、また色の選択などに創作性が認められることから、ベルの作品に著作物性があると判示された。詳細背景は 一審 を、美術複製の保護要件については「#ダーラム対トミー裁判」も参照のこと。 | [ 219 ]                         |
| ワーナー・ブラザース・ピクチャーズ対CBS裁判 (Warner Brothers Pictures, Inc. v. Columbia Broadcasting Systems, Inc.) | 1954             | 9th Cir. (216 F.2d 945)        | アイディア・表現二分論、キャラクターの保護要件                             | 文章 (小説・映画)                   | 訴訟概要を参照 | ハードボイルド探偵小説『マルタの鷹』に登場する探偵サム・スペードを巡る裁判。作者ハメットはノップフ社から単行本を出版し、ハメットとノップフは映画・ラジオ・テレビ番組化権をワーナーに譲渡した。その後、ハメットは別小説でもスペードなどのキャラクターを再登場させ、同様に映画化などの権利をCBSに譲渡したことから、ワーナーがキャラクターの独占権を主張した。漫画などのキャラクターと異なり、言語著作物のキャラクターは著作権保護されないとの判示。しかしこの基準は厳格すぎるとして、後の判事や法学者から否定的な意見もある。 | [ 216 ] [ 217 ]                 |
| モリシー対P&G裁判 (Morrissey v. Procter & Gamble Co.)                                                               | 1967             | 1st Cir. (379 F.2d 675)        | アイディア・表現二分論 (マージ理論)                                        | 企画 (アイディア)                   | 合法           | マージ理論のリーディング・ケース。モリシーは販売促進用の宝くじを企画・運営していたが、応募者が氏名、住所、社会保障番号などを記入するその運用方法が、P&G主催の宝くじと類似しているとして提訴した裁判。アイディアを利用するにあたって、作品の複製を必要とする場合は、その複製行為は著作権侵害にあたらないとされ、既にくじの引き方というアイディアが枯渇しているものにまで著作権による独占を認めることは、社会的な損失になると判断された。 | [ 220 ] [ 221 ] [ 222 ] [ 223 ] |
| ハーバート・ローゼンタール・ジュエリー対カルパキアン裁判 (Herbert Rosenthal Jewelry Corporation v. Kalpakian)       | 1971             | 9th Cir. (446 F.2d 738)        | アイディア・表現二分論                                                     | デザイン (実用品)                   | 合法           | 宝飾メーカー同士の争い。宝石に金をあしらったミツバチ型の宝飾ピンを著作権登録済だったハーバートが、そのデザインを盗用されたとしてカルパキアンを提訴した。カルパキアンは自然界のミツバチを研究してデザインしており、両社とも実物のミツバチに似てはいるものの、デザインの盗用は否定された。また、アイディア・表現二分論に基づき、アイディア (ミツバチ型のピンを作る発想) とその表現 (出来上がったピンのデザイン) が不可分であることから、表現を模倣しても著作権侵害に当たらないと判示した。 | [ 224 ] [ 225 ]                 |
| レイヤー対CTW裁判 (Reyher v. Children's Television Workshop)                                                        | 1971             | 2d Cir. (533 F.2d 87)          | アイディア・表現二分論 (ありふれた情景の理論)、実質的類似性 (抽象化テスト) | 文章 (テレビ)                       | 合法           | 「#ニコルズ対ユニバーサル・ピクチャーズ裁判」(1930年) と類似のケース。児童向けテレビ番組『セサミストリート』で描かれた芝居のプロットが、レイヤーの執筆した民話 (ロシア人の子供) と類似しているとして、同番組を製作するChildren's Television Workshop (現: Sesame Workshop) を提訴した。両作品に共通するのは迷子の子供が親と再会するというプロットであり、迷子の子供であれば必然的結末であるとされた。プロット以外では「雰囲気、細部、性格付け」に類似性がないとも判示された。当判決でも抽象化テストによってこれらの実質的類似性が判断された。原告は最高裁に上訴したものの、移送令状 (ラテン語: certiorari) は却下されて二審で確定した。 | [ 226 ]                         |
| モンティ・パイソン対ABC裁判 (Gilliam v. American Broadcasting Companies, Inc.)                                      | 1976             | 2d Cir. (538 F.2d 14)          | 著作者人格権 (同一性保持権)                                                | 映像 (テレビ)                       | 違法           | 著作者人格権のリーディング・ケース。モンティ・パイソン脚本・出演のテレビ番組『空飛ぶモンティ・パイソン』(英国BBCにて原放送) が、米国ABCでも放送された際に一部内容が改変されたため、原著作物の同一性保持権が損なわれたとしてメンバーのテリー・ギリアム他がABCを提訴。一審は同一性の毀損を認めるも、改変の許諾・調整によってABCの放送に遅れが生ずると実損害が発生するとの理由から、実質敗訴。しかし二審は、編集カットによってモンティ・パイソンのブランドが毀損するとして勝訴の判決を下した。なお当時の米国はベルヌ条約を批准していなかったことから、同条約が求めていた著作者人格権を米国著作権法上で明文化しておらず、人格権侵害はもっぱらコモンローに基づく司法判断に委ねられていた。そのため、人格権侵害が認められたケースは本件含めて非常に少ない。これが仮に、著作者人格権が明文化された1989年以降に提訴されていたら棄却されていただろうとも指摘されている。なぜならば、同権を謳う第106A条は狭義の視覚芸術著作物に限定されていることから、テレビ番組には適用不可と判断されうるためである。                                                                                        | [ 227 ] [ 228 ] [ 229 ] [ 230 ] |
| ダーラム対トミー裁判 (Durham Industries, Inc. v. Tomy Corp.)                                                        | 1980             | 2d Cir. (630 F.2d 905)         | 二次的著作物、美術複製の保護要件                                           | キャラクター (玩具)                 | 合法           | ディズニーのキャラクターであるミッキーマウス、ドナルドダックおよびプルートがパブリック・ドメインに帰していたことから、玩具メーカー2社が同キャラクターそっくりのぜんまい式玩具を同時期に製造し、日系企業トミー (現タカラトミー) がダーラムを著作権侵害で提訴した。本件では映画やコミック本に登場する二次元キャラクターを三次元の小さなプラスチック玩具に作り替えただけでは、芸術的な創作性は認められないとの理由から、玩具自体の著作物性が否定された。美術複製の保護要件については「#アルフレッド・ベル対カタルダ・ファインアーツ裁判」も参照のこと。 | [ 219 ]                         |
| Apple Computer対フランクリンコンピュータ裁判 (Apple Computer, Inc. v. Franklin Computer Corp.)                      | 1983             | 3d Cir. (714 F.2d 1240)        | 著作物の定義、アイディア・表現二分論                                       | コンピュータ・プログラム (デジタル) | 違法           | 1980年の著作権法改正でコンピュータ・プログラムが著作権保護対象に加わった直後の判決。プログラミング言語で書かれたソースコードだけでなく、0と1の数字だけで機械的に変換表現されるオブジェクトコードや、OSやROM (半導体チップの記憶媒体) に保存されたプログラムにまで著作権保護がおよぶと判示された。 1981年当時、Appleは年間40万台以上のパソコンを製造・販売していた。被告のフランクリン社製パソコンは1000台未満しか売れていなかったが、Apple製とのソフトウェアの互換性を売りにしていた。フランクリンがAppleのOSを不正盗用したとして、14のプログラムを対象に著作権と特許権侵害、不正競争防止違反、および不正流用で提訴。フランクリンはAppleの著作権登録に手続の不備があるとして、著作権保護対象ではないと抗弁したほか、訴訟対象を14から3プログラムに絞るよう要請した。フランクリンはAppleからの流用を認めた上で、互換性を担保するには必要不可欠な行為だとも主張した。しかし両社の製品は酷似していることから、被告の損害立証なしで一時差止命令を下した。 | [ 232 ] [ 233 ]                 |
| コロンビア映画対レッド・ホーン他裁判 (Columbia Pictures Industries, Inc. v. Redd Horne, Inc.)                       | 1984             | 3d Cir. (749 F.2d 154)         | 公衆実演権、公衆展示権                                                     | 映像 (ビデオ)                       | 違法           | ビデオレンタル・販売店が店内に視聴ブースを設けており、ブース内飲食も販売していたことから、著作権の一種である公衆実演権や公衆展示権の侵害に該当するとして提訴された事件である。このブースは個室であることから「公衆」(public) なのかが問われたが、不特定多数が来店すること、来店目的がビデオテープに限定されていること、映像の送信は個室ではなく店内で一括管理されていたことが考慮され、実演権・展示権侵害と判示された。 その後もビデオ鑑賞の「公衆」の定義が問われた判決が複数ある。ホテルのフロントで借りたビデオテープをホテル部屋内のVTRで宿泊客が鑑賞したケースは合法、ビデオのVTR再生ではなくオンデマンド配信でホテルの部屋内で鑑賞したケースは違法となっている。 | [ 238 ] [ 239 ]                 |
| ウォーカー対タイム・ライフ・フィルムズ裁判 (Walker v. Time Life Films Inc.)                                         | 1986             | 2d Cir. (784 F.2d 44)          | アイディア・表現二分論 (ありふれた情景の理論)                              | 映像 (映画)                         | 合法           | 1976年出版・ウォーカー著『Fort Apache』が1981年映画『アパッチ砦・ブロンクス』 (原題: Fort Apache, The Bronx) に盗用されたとして提訴した。両作とも黒人と白人警官の死亡事件で始まり、闘鶏、飲酒、部品を盗まれた車、売春、ネズミが登場するが、これらはニューヨーク州サウス・ブロンクスでたびたび報道されている事実であり、その設定に著作物性はないとし、「ありふれた情景の理論」の立場が取られた。en: Fort Apache, The Bronx#Legal issuesも参照。 | [ 240 ] [ 241 ]                 |
| ウィラン対ジャスロー歯科研究所裁判 (Whelan Associates, Inc, v. Jaslow Dental Laboratory, Inc.)                      | 1986             | 3d Cir. (797 F.2d 1222)        | 著作物の定義、アイディア・表現二分論                                       | ソフトウェア (デジタル)             | 違法           | プログラムの著作物の保護対象の捉え方が単純かつ広すぎるとして、後の判例 (特に#コンピュータ・アソシエイツ対アルタイ裁判) で批判を受けたことでも知られる。歯科用機材を製造するジャスロー社向けに、内蔵プログラムをウィラン社が開発した (Strohl社を間に挟んだ再委託)。ジャスロー社はIBM製「Series/1」(パソコンよりも前世代に登場したミニコンピュータ) を所有していたことから、ウィラン社はこれに対応して専用プログラミング言語のEDLでソースコードを記述した。しかしパソコン上でも稼働できるように、ジャスロー社が後からより汎用的なプログラミング言語であるBASICを使って書き換えた。これを受けてウィラン社がジャスロー社を提訴した。当判決ではプログラムの目的・機能は「アイディア」(著作権保護の対象外) とした上で、プログラムの「構造、処理手順および構成」(structure, sequence, and organization) は「表現」であるとして著作権保護を認めた。 | [ 243 ]                         |
| データイースト対エピックス裁判 (Data East USA, Inc. v. Epyx, Inc.)                                                  | 1988             | 9th Cir. (862 F.2d 204)        | アイディア・表現二分論 (ありふれた情景の理論)、ルック・アンド・フィール    | ゲーム (デジタル)                   | 合法           | 日本のゲーム会社データイーストがリリースした「空手道」(日本国外ではKarate Champの名称) が、イギリスのシステムⅢソフトウェア社からライセンス許諾を受けているカリフォルニア州企業エピックス社のゲーム「World Karate Champion」に盗用されたとして提訴。白と赤の空手着を身にまとった対戦相手、主審による勝者宣言、対戦ごとに異なる背景シーン、ボーナス・フェーズなどの設定が似ていたが、空手対戦ゲームという所与のアイディアから必然的に発生する標準的な表現にまで、著作権の保護を与えられないとされた。 | [ 244 ] [ 245 ]                 |
| キー出版対チャイナタウン・トゥデイ出版裁判 (Key Publications, Inc. v. Chinatown Today Publishing Enterprises, Inc.) | 1991             | 2d Cir. (945 F.2d 509)         | アイディア・表現二分論 (額の汗の法理)                                      | 文書 (イエローページ)               | 違法           | 電話帳を巡る「#ファイスト判決」と類似争点。キー出版はニューヨークの中国系米国人向けにイエローページを年次発行していた。チャイナタウンの事業者の住所・電話番号などが英語と中国語で併記されており、掲載件数は9000件以上、260以上の独自カテゴリで分類されていた。一方、チャイナタウン・トゥデイ社もイエローページを出版しており、こちらは約2000件掲載 (うち約1500件はキー出版のものと重複)、28カテゴリ分類であった。キー出版社長のMs. Maはチャイナタウン・トゥデイ社の株式5割を保有していたことから、キー出版が著作権侵害でチャイナタウン・トゥデイ社と大株主のMaを提訴した。キー出版のカテゴリは「豆腐 & もやし店」のような独自性の高いものが含まれていたことから、ファイスト判決とは異なってデータの選択・整理・配列に創作性が認められ、著作権侵害判定となった。 | [ 247 ]                         |
| アタリゲームズ対オマーン裁判 (Atari Games Corp. v. Oman)                                                            | 1992             | D.C. Cir. (979 F.2d 242)       | アイディア・表現二分論、編集著作物                                         | ゲーム (デジタル)                   | 訴訟概要を参照 | アタリ社製ゲームのブロックくずし (BREAKOUT) を視聴覚著作物のカテゴリで著作権登録申請するも、幾何学模様と色使いがシンプルなどの理由から著作物性を認めず、著作権局長のラルフ・オマーンが2度却下した。画面上に表示される色付きブロック自体には著作物性はないものの、音響を伴って連続した映像 (編集著作物) としては創作性があり、著作物性があると判示された。 | [ 249 ]                         |
| コンピュータ・アソシエイツ対アルタイ裁判 (Computer Associates International, Inc. v. Altai, Inc.)                   | 1992             | 2d Cir. (982 F.2d 693)         | 著作物の定義、アイディア・表現二分論                                       | ソフトウェア (デジタル)             | 合法           | 「#ウィラン対ジャスロー歯科研究所裁判」を批判してプログラムの著作権保護の対象を絞り込んだことで知られる。コンピュータ・アソシエイツ (CA) 社はIBM製品メインフレーム (大型汎用コンピュータ) 上で動作するジョブ管理システム「CA-SCHEDULER」とそのサブプログラムである「ADAPTER」を開発した。このADAPTERは3つのOS上で稼働できる機能 (各OSに合わせてシステム的に翻訳する機能) を有するが、単独ではなくあくまでCA-SCHEDULERに付属して動作する。アルタイ社はCA社出身のプログラマを雇い、ADAPTERとほぼ同じソースコードの「OSCAR 3.4」を別途開発させた。後にアルタイ社はほぼ複製だと気づき、一から別のプログラマに「OSCAR 3.5」を開発させたものの、CA社がシステム構造 (structure) の実質的類似性を理由に提訴した。本件では抽象化・排除・比較テスト (別称: 3ステップ・テスト) を用いて、プログラムの非言語的な要素をどこまで著作権保護すべきか大きな指針を示したとされる。結果、ジョブ管理の手法に著作権侵害や類似性は認められないと判示された。 | [ 242 ] [ 254 ]                 |
| ガルーブ対任天堂裁判 (Lewis Galoob Toys, Inc. v. Nintendo of America, Inc.)                                         | 1992             | 9th Cir. (964 F.2d 965)        | 翻案権                                                                     | ゲーム (デジタル)                   | 合法           | 任天堂のゲームを機能拡張 (enhance) するデバイス "Game Genie" を玩具メーカーのガルーブ社が開発したことから、これが任天堂のゲームの翻案権 (二次的著作物を無断で他者に創作されない権利) 侵害に該当するかが問われた。Game Genie はゲーム主人公キャラクターのライフを増やしたり、キャラの動きを速くしたり、障害物の上をキャラが飛び越えられるなどモード変更を可能とする。Game Genie は視聴覚的な表示を変更しているだけであり、既存の著作物たる任天堂のゲーム形式そのものに組み込まれているわけではなく、二次的著作物の無断作成に当たらないと判示された。 | [ 255 ]                         |
| ゲイツ・ラバー対バンドー化学裁判 (Gates Rubber Company v. Bando Chemical Industries, Ltd., et al)                   | 1993             | 10th Cir. (9 F.3d 823)         | アイディア・表現二分論                                                     | ソフトウェア (デジタル)             | 合法           | 機械用ベルト製造の競合同士の争い。ベルト製品開発用のソフトウェアに関する詳細設計やソースコードなどを元ゲイツ従業員が持ち出し、転職先のバンドー (日系企業の米国支部) で類似ソフトウェアを開発したとして、不正競争防止法違反、企業秘密の不正流用および著作権侵害でゲイツが提訴した。本件では著作権法上の実質的類似性を検証する上で、抽象化・排除・比較テスト (別称: 3ステップ・テスト) の手法を確立させたとして知られている。 | [ 257 ] [ 258 ]                 |
| ABKCO対ステラー裁判 (ABKCO Music, Inc. v. Stellar Records, Inc.)                                                    | 1996             | 11th Cir. (96 F.3d 60)         | 強制許諾                                                                   | 音楽 (デジタル)                     | 違法           | ロックバンドのローリング・ストーンズの複数楽曲を伴奏とボーカルが入った状態で無断複製し、歌詞字幕を映像として被せて個人カラオケ用CD-ROM「CD + G's」を作成したとして、著作権者ABKCOレコードがステラー社を提訴した。商業用カラオケ店で歌詞付き映像を流す場合は、著作権法に則ってライセンス許諾が必要とされており、ストーンズのこれら楽曲は元々ABKCOがライセンス拒否してきたものである。しかし著作権法 第115条 では事前通告の上で法定のライセンス料を支払えば、著作権者の許諾なしで楽曲を使用できると定めている。複製・頒布にあたってはメロディの基調や特徴をアレンジすることは禁じられているものの、単にカバー曲を創作するだけならばライセンス料を支払えば合法であることから、第115条の強制許諾の範囲が本件では問われた。一審ではABKCO勝訴で一時的差止命令が下り、二審でもステラーの行為は第115条の範囲を超えていると判示された。 | [ 262 ] [ 263 ]                 |
| キング牧師相続人対CBS裁判 (Estate of Martin Luther King, Jr., Inc. v. CBS, Inc.)                                    | 1999             | 11th Cir. (194 F.3d 1211)      | コモンロー・コピーライト、発行 (publication) の定義                        | 映像 (演説)                         | 違法           | 公民権運動家・キング牧師が1963年に行った有名な演説 "I Have a Dream" をCBS社が1994年製作ドキュメンタリーに無断で使用したことから訴訟に至った。当時の演説はテレビやラジオ、新聞などで全米中に報道されたことから、パブリックドメインに帰しており、著作権保護の対象外であるとCBSは抗弁した。一審はこれを認めたものの、二審ではコモンロー上の著作権によって保護されるとして一審の判決を覆した。コモンロー・コピーライトは主に未発行の著作物保護に用いられており、発行によってコモンロー・コピーライトによる保護は消滅することから、発行の定義が問われた。当判決では「一般的な発行」(general publication) と「制限的な発行」(limited publication) を峻別した上で、前者のみがコモンロー・コピーライトを消滅させると判断された。そして演説などの実演 (performance) はたとえ聴衆の数が多くとも、前者には該当しないと判示された。 1976年の著作権法改正によって、未発行の著作物も連邦法で保護されるようになったが、以降も未固定の著作物 (口頭による会話など) はコモンロー・コピーライトによる保護が認められている。                                                                             | [ 264 ]                         |
| キャピトル・レコード他対アロージャン裁判 (Capitol Records Inc. v. Alaujan)                                          | 2009             | D. Mass. (593 F. Supp. 2d 319) | 法定損害賠償、フェアユース                                                 | 音楽 (インターネット)               | 違法           | アメリカレコード協会 (RIAA) に加盟する音楽レーベル各社は2003年以降、約4万人の個人を相手に著作権侵害で個別訴訟を起こしていた:63。P2Pを使って楽曲を無断でファイルシェアしていた個人の多く (特に大学生ら) は和解となったものの、一部は法廷に争いが持ち込まれた。いずれも著作権法 第504条(c) が定める法定損害賠償の範囲が過度に高額であり、かつ法定損害賠償が非商用の侵害行為にも適用されるのは法的手続上、違憲であるとして反論している。トマス・ラゼット訴訟 (24楽曲をKaZaAを使ってシェア) を例にとると、その賠償金額は一審の陪審が最初の審理で22万2千ドル、二度目では192万ドルとしたが判事が5万4千ドルに減額。陪審は三度目に150万ドルとしたが再び判事が5万4千ドルに減額したことから、原告団が控訴した。最終的に最初に陪審が示した22万2千ドル (1曲あたり9,250ドル) で決着した:3–4。またテネンバウム (大学生) のケースではハーバード大学ロースクール教授チャールズ・ネッスンが無償で訴訟代理人を務め、フェアユースの観点から法定損害賠償金額の高ぶれを訴えた。一審では当初、陪審による総額150万ドルの賠償金額が判事によって5万4千ドルに減額され、二審では67万5千ドルで最終決着した:292。 | [ 78 ] [ 271 ] [ 269 ]          |
| キャピトル・レコード他対トマス・ラゼット (Capitol Records, Inc. v. Thomas-Rasset)                                   | 2012             | 8th Cir. (No. 11-2820)         | 法定損害賠償、フェアユース                                                 | 音楽 (インターネット)               | 違法           | アメリカレコード協会 (RIAA) に加盟する音楽レーベル各社は2003年以降、約4万人の個人を相手に著作権侵害で個別訴訟を起こしていた:63。P2Pを使って楽曲を無断でファイルシェアしていた個人の多く (特に大学生ら) は和解となったものの、一部は法廷に争いが持ち込まれた。いずれも著作権法 第504条(c) が定める法定損害賠償の範囲が過度に高額であり、かつ法定損害賠償が非商用の侵害行為にも適用されるのは法的手続上、違憲であるとして反論している。トマス・ラゼット訴訟 (24楽曲をKaZaAを使ってシェア) を例にとると、その賠償金額は一審の陪審が最初の審理で22万2千ドル、二度目では192万ドルとしたが判事が5万4千ドルに減額。陪審は三度目に150万ドルとしたが再び判事が5万4千ドルに減額したことから、原告団が控訴した。最終的に最初に陪審が示した22万2千ドル (1曲あたり9,250ドル) で決着した:3–4。またテネンバウム (大学生) のケースではハーバード大学ロースクール教授チャールズ・ネッスンが無償で訴訟代理人を務め、フェアユースの観点から法定損害賠償金額の高ぶれを訴えた。一審では当初、陪審による総額150万ドルの賠償金額が判事によって5万4千ドルに減額され、二審では67万5千ドルで最終決着した:292。 | :65–71                          |
| ソニーBMG他対テネンバウム裁判 (Sony BMG Music Entertainment v. Tenenbaum)                                           | 2013             | 1st Cir. (No. 12–2146)         | 法定損害賠償、フェアユース                                                 | 音楽 (インターネット)               | 違法           | アメリカレコード協会 (RIAA) に加盟する音楽レーベル各社は2003年以降、約4万人の個人を相手に著作権侵害で個別訴訟を起こしていた:63。P2Pを使って楽曲を無断でファイルシェアしていた個人の多く (特に大学生ら) は和解となったものの、一部は法廷に争いが持ち込まれた。いずれも著作権法 第504条(c) が定める法定損害賠償の範囲が過度に高額であり、かつ法定損害賠償が非商用の侵害行為にも適用されるのは法的手続上、違憲であるとして反論している。トマス・ラゼット訴訟 (24楽曲をKaZaAを使ってシェア) を例にとると、その賠償金額は一審の陪審が最初の審理で22万2千ドル、二度目では192万ドルとしたが判事が5万4千ドルに減額。陪審は三度目に150万ドルとしたが再び判事が5万4千ドルに減額したことから、原告団が控訴した。最終的に最初に陪審が示した22万2千ドル (1曲あたり9,250ドル) で決着した:3–4。またテネンバウム (大学生) のケースではハーバード大学ロースクール教授チャールズ・ネッスンが無償で訴訟代理人を務め、フェアユースの観点から法定損害賠償金額の高ぶれを訴えた。一審では当初、陪審による総額150万ドルの賠償金額が判事によって5万4千ドルに減額され、二審では67万5千ドルで最終決着した:292。 | :64–65                          |
| サルの自撮り裁判 (Naruto, et al. v. Slater, et al.)                                                                 | 2018             | 9th Cir. (No. 16-15469)        | 人間以外の著作者、パブリックドメイン                                       | 画像 (デジタル)                     | 訴訟概要を参照 | 英国人写真家スレイターがインドネシア滞在中、カメラとリモコンを意図的に放置したところ、クロザルが自撮りをしたことから各種メディアにこの写真画像が取り上げられた。サルに著作権はないとして、このメディア掲載画像がウィキメディア・コモンズ上でパブリックドメイン作品として公有された。スレイターは自身に写真の著作権が帰属すると主張してウィキメディア財団と対立。さらに、動物の倫理的扱いを求める人々の会 (PETA) は動物にも著作権が認められると主張し、サルをNarutoと名付けて代理訴訟を起こした。一審はPETAの訴えを棄却し、二審への控訴中に当事者間で和解が成立した。 | [ 273 ] [ 274 ]                 |
| 電子フロンティア財団対米国政府裁判 (Green, et al. v. U.S. Department of Justice, et al.)                            | 2016年から係争中 | D. D.C. (未掲載)               | 言論の自由、デジタルミレニアム著作権法 (DMCA) の合憲性                     | -                                   | 未決           | インターネット上の自由権を擁護する非営利組織の電子フロンティア財団 (EFF) は科学者らを代表する形で、DMCAが憲法修正第1条で定められた言論の自由に違反すると主張。DMCAによって改正追加された米国著作権法 第1201条 では、海賊版などを取り締まる目的でコピーガードやアクセスコントロールを解除することを禁じている。しかし電子機器や工業用品の多くがソフトウェアを内蔵する今日において、これらメーカーから独立した第三者機関が修理や不具合の原因究明 (リバースエンジニアリング) を行おうとしても、第1201条に抵触してしまうからである。EFFは司法省、アメリカ議会図書館およびアメリカ合衆国著作権局 (略称: USCO) を提訴。USCOは2018年、EFFからの嘆願書の一部を受け入れ、Amazon Echoや車載ソフトウェア、個人用デジタル端末などに限定して、内蔵ソフトウェアの修繕や除去 (いわゆる脱獄) などを認めた。 | [ 278 ]                         |

## 州裁判所の判例
過去には未発行の著作物は主に州法、発行後の著作物は連邦法で保護される二元的な法体系であったが、1976年制定・1978年施行の著作権法改正によって未発行の著作物も連邦著作権法で保護されることとなったことから、1978年以降は州法のコモンロー・コピーライト (判例法) による保護を求める機会は減少している。
| 判例の通称                                                                                           | 判決年 | 裁判所 (判例集番号)                                                | 争点                                     | 著作タイプ  | 判決           | 訴訟概要と判決要点 | 特筆性          |
| --- | ------ | ------------------------------------------------------------------ | ---------------------------------------- | ----------- | -------------- | --- | --------------- |
| プッシュマン対ニューヨーク・グラフィック・ソサエティ裁判 (Pushman v. New York Graphic Society, Inc.) | 1942   | NY Court of Appeals (287 N.Y. 302; 39 N.E.2d 249; 52 U.S.P.Q. 273) | 権利移転、所有権と著作権、未発行の著作物 | 美術 (絵画) | 訴訟概要を参照 | 画家ホブセップ・プッシュマンの1930年作 "When Autumn is Here," が、NYグランド・セントラル駅内に位置するギャラリーを介して同年にイリノイ大学に売却された。通常このギャラリーでは売却先が複製ビジネスを手掛けている場合は複製権についても交渉するが、本件では対大学ということもあり、プッシュマンは複製権について留保とも譲渡とも主張していなかった。10年後の1940年、大学は本件の被告たるNYグラフィック・ソサエティ社に複製権を転売したことから、プッシュマンが差止命令を求めて提訴した。絵画は当時の連邦著作権法 (1909年改正ベース) 上では「未発行」の扱いとなり、連邦法の保護対象ではなかったことから、州法のコモンロー・コピーライトに基づいて審理された。NY州上訴裁は所有権 (有体の絵画実物をコントロールする権利) と著作権 (無体の知的財産権) は別の概念であるとしつつも、絵画実物を売却した際に意思表示がなかったことから著作権の一部たる複製権も同時に売却先に権利移転したとみなし、プッシュマンの訴えを退けた。 | [ 283 ] [ 282 ] |

## 関連画像・音声・動画
上述の判例に関連する画像、音声および動画を紹介する。

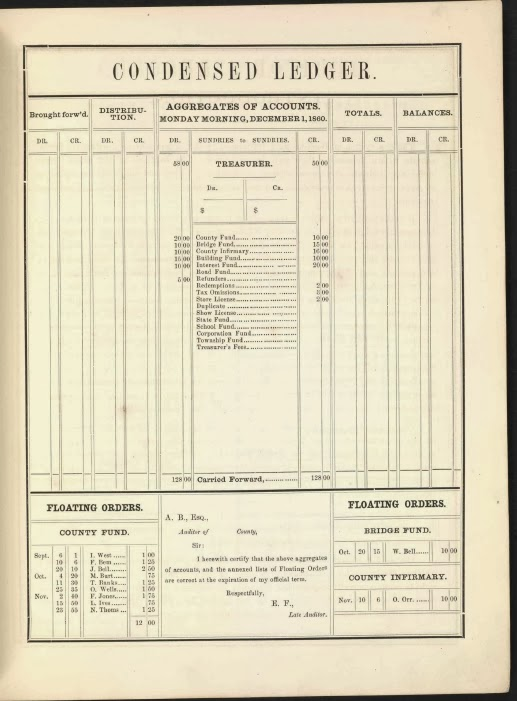
簿記の手法を解説したセルデンの書 (#ベーカー対セルデン裁判、1879年連邦最高裁)
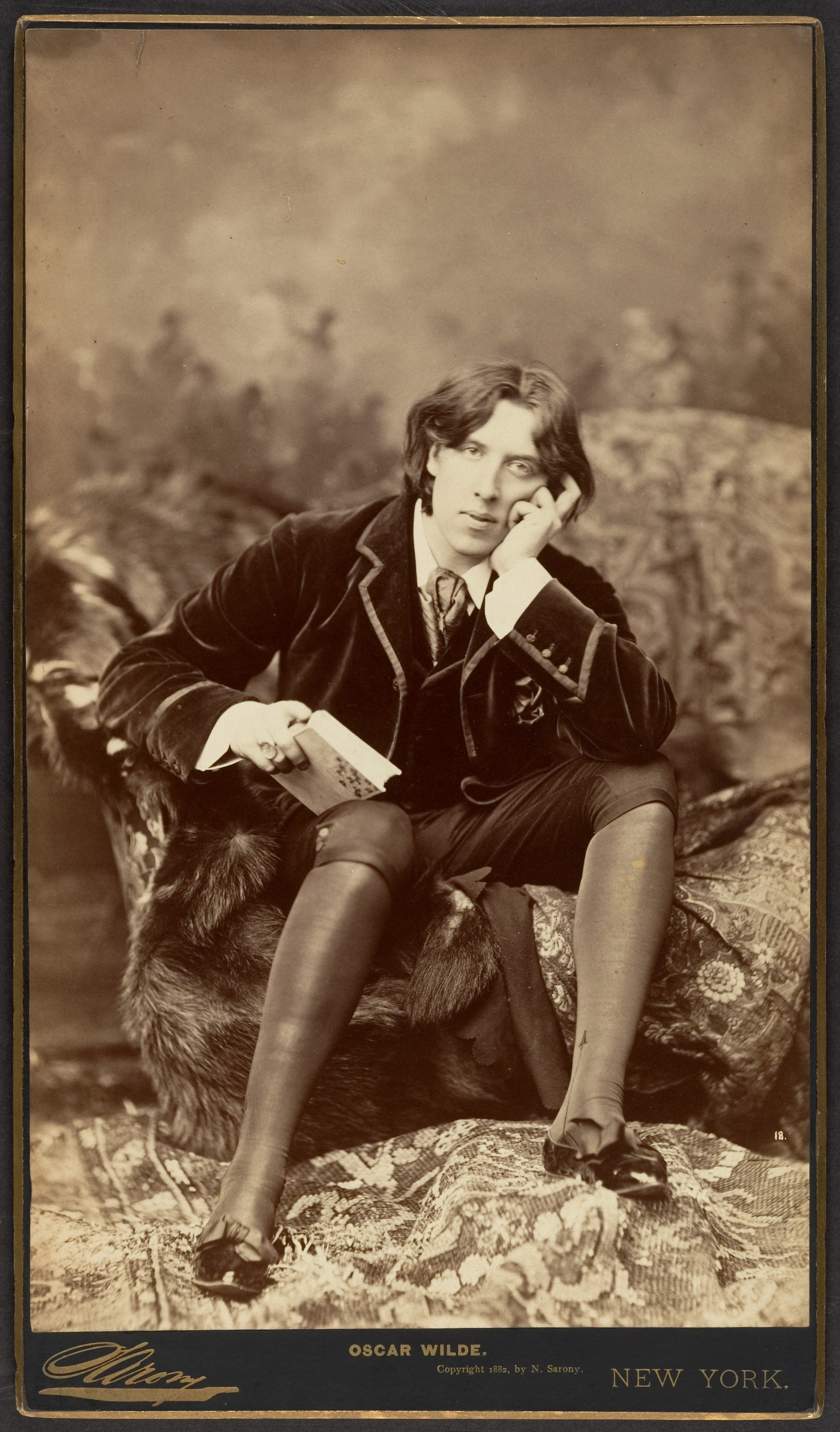
作家オスカー・ワイルドのポートレート写真を巡る争い (「#バローガイルズ・リトグラフィック対サロニー裁判」、1884年連邦最高裁)
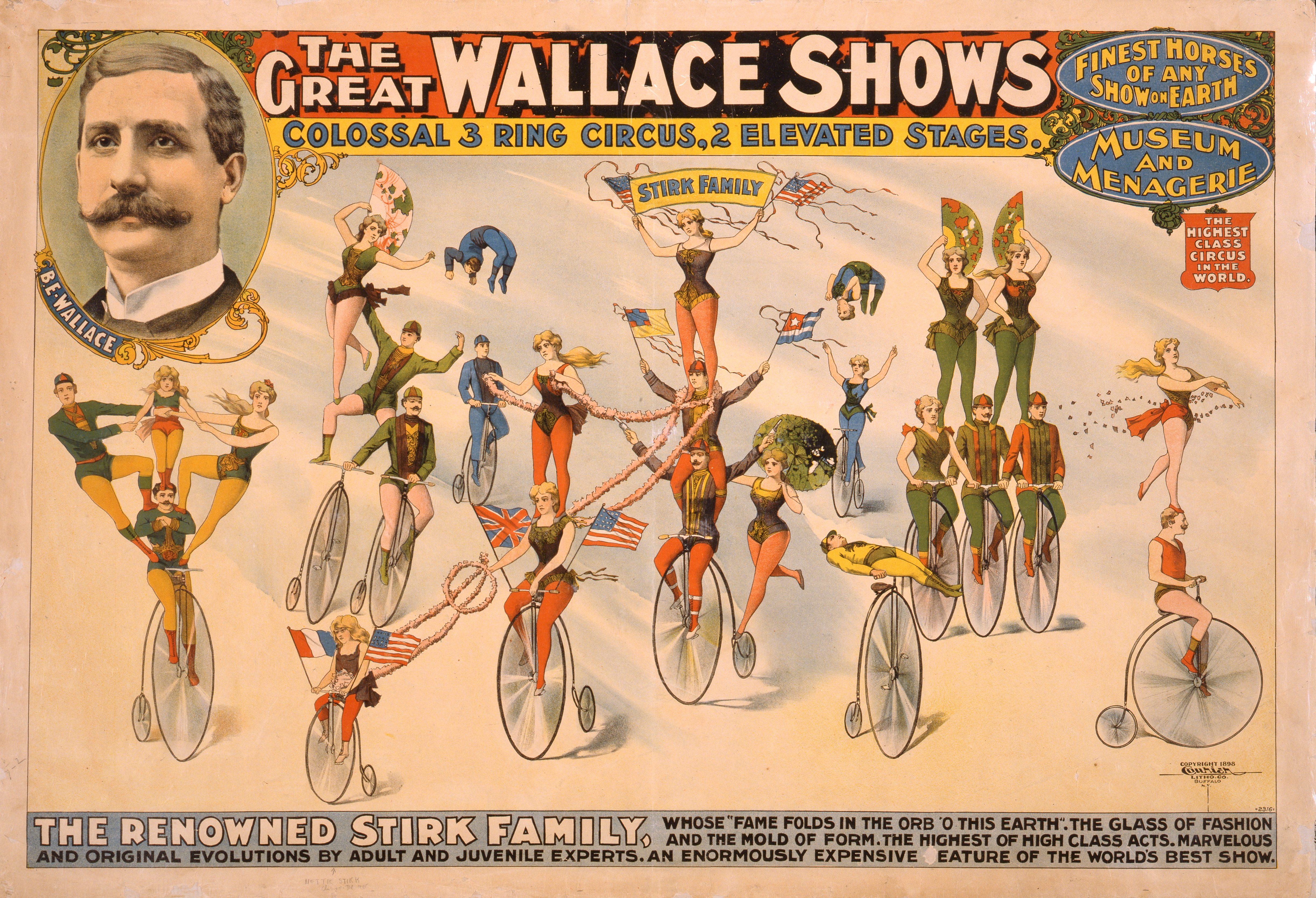
サーカスのポスターを巡る争い (「#ブライシュタイン対ドナルドソン・リトグラフィング裁判」、1903年連邦最高裁)
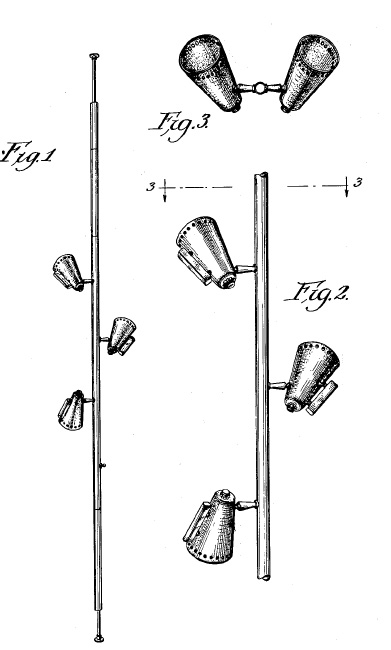
スティフル社製支柱ランプのデザインを巡る争い (「#シアーズ・ローバック対スティフル裁判」、1964年連邦最高裁)
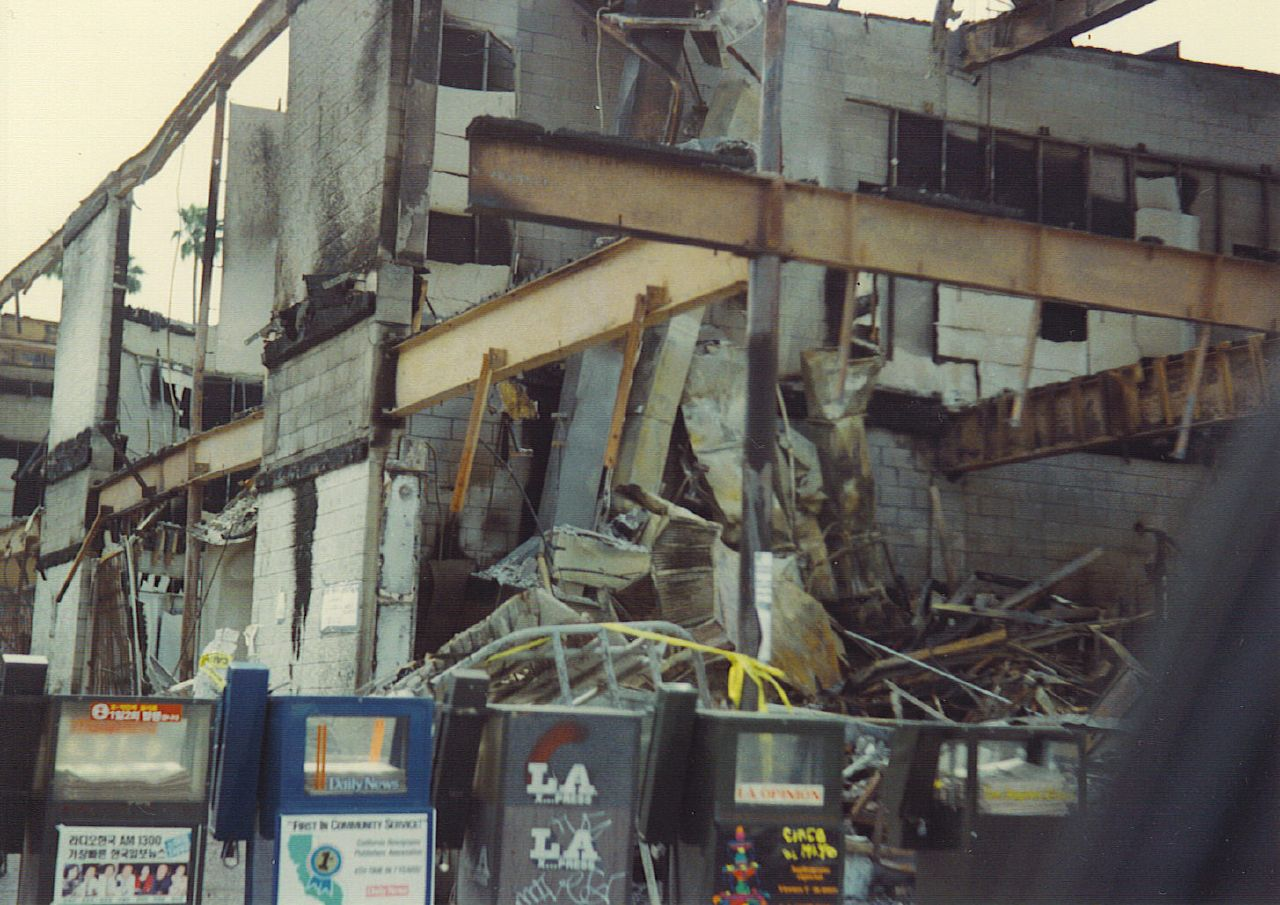
ロサンゼルス暴動で破壊された街の様子。この暴動中に撮影された暴行映像に著作物性が認められた (「#ロサンゼルス・ニュースサービス対KCAL-TV裁判」、1997年第9巡回区控訴裁)
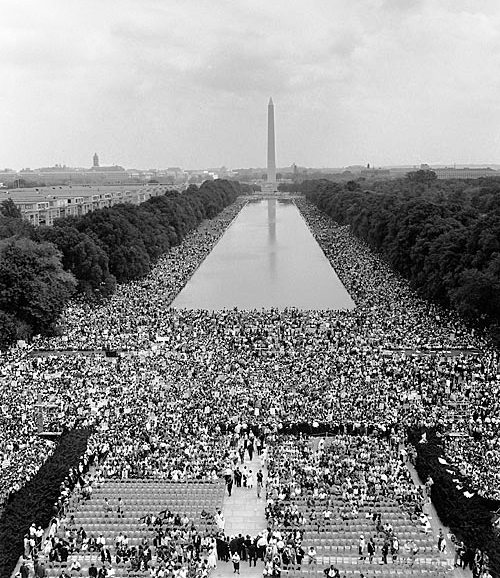
キング牧師の演説「I Have a Dream」に集った聴衆 (写真) が多かったにもかかわらず、演説内容は「未発行」と判示 (「#キング牧師相続人対CBS裁判」、1999年第11巡回区控訴裁)
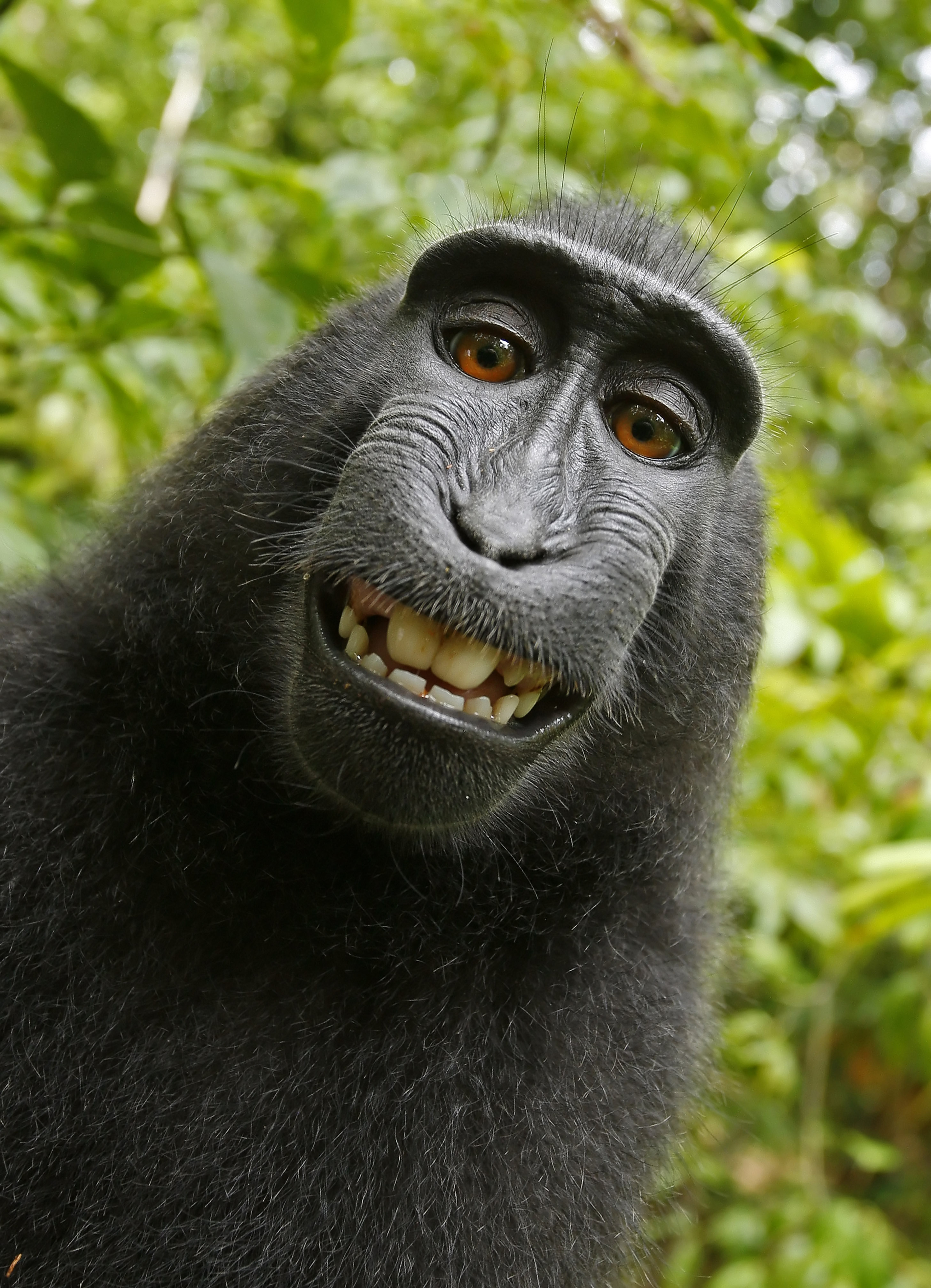
クロザル撮影物に著作権は認められない (「サルの自撮り裁判」、2018年第2巡回区控訴裁)